# Séries éliminatoires de la Coupe Stanley 2017
Année précédente Année suivante
Les séries éliminatoires de la Coupe Stanley 2017 sont la partie finale de la saison de hockey sur glace de la Ligue nationale de hockey et font suite à la saison régulière 2016-2017. Les premiers matchs ont lieu le 12 avril 2017.
Pour l'association de l'Est, le premier tour des séries oppose les Canadiens de Montréal aux Rangers de New York, les Sénateurs d'Ottawa aux Bruins de Boston, les Capitals de Washington aux Maple Leafs de Toronto et les Penguins de Pittsburgh aux Blue Jackets de Columbus. Le deuxième tour oppose les Rangers de New York aux Sénateurs d'Ottawa et les Penguins de Pittsburgh aux Capitals de Washington. En finale d'association, les Penguins de Pittsburgh rencontrent les Sénateurs d'Ottawa.
Les séries de l'association de l'Ouest voient les confrontations entre les Blackhawks de Chicago et les Predators de Nashville, le Wild du Minnesota et les Blues de Saint-Louis, les Ducks d'Anaheim et les Flames de Calgary et enfin les Oilers d'Edmonton et les Sharks de San José. Le deuxième tour oppose les Oilers d'Edmonton aux Ducks d'Anaheim et les Blues de Saint-Louis aux Predators de Nashville. La finale de l'association voit la rencontre entre les Predators de Nashville et les Ducks d'Anaheim.
La finale de la Coupe Stanley oppose les Predators de Nashville aux Penguins de Pittsburgh et ces derniers remportent une deuxième Coupe Stanley consécutive.

## Contexte et déroulement des séries
Depuis la saison 2013-2014, les trois meilleures équipes de chaque division sont qualifiées ainsi que les équipes classées aux 7e et 8e places de chaque association, sans distinction de division. La meilleure équipe de chaque association rencontre la 8e et la première équipe de l'autre division rencontre la 7e. Les équipes classées aux 2e et 3e places de chaque division se rencontrent dans la partie de tableau où se situe le champion de leur division. Toutes les séries sont jouées au meilleur des sept matchs. Les deux premiers matchs sont joués chez l'équipe la mieux classée à l'issue de la saison puis les deux suivants sont joués chez l'autre équipe. Si une cinquième, une sixième voire une septième rencontre sont nécessaires, elles sont jouées alternativement chez les deux équipes en commençant par la mieux classée.
Alors qu'en 2016, il n'y avait aucune équipe canadienne en séries éliminatoires, cinq formations du Canada sont qualifiées pour les séries 2017 : les Canadiens de Montréal, les Sénateurs d'Ottawa, les Maple Leafs de Toronto, les Flames de Calgary et les Oilers d'Edmonton.

## Tableau récapitulatif
|  | Quarts de finale d'association | Quarts de finale d'association | Quarts de finale d'association | Quarts de finale d'association |    |            | Demi-finales d'association | Demi-finales d'association | Demi-finales d'association | Demi-finales d'association |  |  | Finales d'association | Finales d'association | Finales d'association | Finales d'association |  |  | Finale de la Coupe Stanley | Finale de la Coupe Stanley | Finale de la Coupe Stanley | Finale de la Coupe Stanley |
|  |                                |                                |                                |                                |    |            |                            |                            |                            |                            |  |  |                       |                       |                       |                       |  |  |                            |                            |                            |                            |
|  |                                |                                |                                |                                |    |            |                            |                            |                            |                            |  |  | Association de l'Est  |                       |                       |                       |  |  |                            |                            |                            |                            |
|  | A1                             | Montréal                       | 2                              | 2                              |    |            |                            |                            |                            |                            |  |  |                       |                       |                       |                       |  |  |                            |                            |                            |                            |
|  | A1                             | Montréal                       | 2                              | 2                              |    |            |                            |                            |                            |                            |  |  |                       |                       |                       |                       |  |  |                            |                            |                            |                            |
|  | E7                             | New York                       | 4                              | 4                              |    |            |                            |                            |                            |                            |  |  |                       |                       |                       |                       |  |  |                            |                            |                            |                            |
|  | E7                             | New York                       | 4                              | 4                              | E7 | New York   | 2                          | 2                          |                            |                            |  |  |                       |                       |                       |                       |  |  |                            |                            |                            |                            |
|  |                                |                                |                                |                                | E7 | New York   | 2                          | 2                          |                            |                            |  |  |                       |                       |                       |                       |  |  |                            |                            |                            |                            |
|  |                                |                                | A2                             | Ottawa                         | 4  | 4          |                            |                            |                            |                            |  |  |                       |                       |                       |                       |  |  |                            |                            |                            |                            |
|  | A2                             | Ottawa                         | A2                             | Ottawa                         | 4  | 4          | 4                          | 4                          |                            |                            |  |  |                       |                       |                       |                       |  |  |                            |                            |                            |                            |
|  | A2                             | Ottawa                         |                                |                                |    |            |                            | 4                          |                            |                            |  |  |                       |                       |                       |                       |  |  |                            |                            |                            |                            |
|  | A3                             | Boston                         | 2                              | 2                              |    |            |                            |                            |                            |                            |  |  |                       |                       |                       |                       |  |  |                            |                            |                            |                            |
|  | A3                             | Boston                         | 2                              | 2                              | A2 | Ottawa     | 3                          | 3                          |                            |                            |  |  |                       |                       |                       |                       |  |  |                            |                            |                            |                            |
|  |                                |                                |                                |                                | A2 | Ottawa     | 3                          | 3                          |                            |                            |  |  |                       |                       |                       |                       |  |  |                            |                            |                            |                            |
|  |                                |                                | M2                             | Pittsburgh                     | 4  | 4          |                            |                            |                            |                            |  |  |                       |                       |                       |                       |  |  |                            |                            |                            |                            |
|  | M1                             | Washington                     | M2                             | Pittsburgh                     | 4  | 4          | 4                          | 4                          |                            |                            |  |  |                       |                       |                       |                       |  |  |                            |                            |                            |                            |
|  | M1                             | Washington                     | Association de l'Ouest         |                                |    |            | 4                          | 4                          |                            |                            |  |  |                       |                       |                       |                       |  |  |                            |                            |                            |                            |
|  | E8                             | Toronto                        | 2                              | 2                              |    |            |                            |                            |                            |                            |  |  |                       |                       |                       |                       |  |  |                            |                            |                            |                            |
|  | E8                             | Toronto                        | 2                              | 2                              | M1 | Washington | 3                          | 3                          |                            |                            |  |  |                       |                       |                       |                       |  |  |                            |                            |                            |                            |
|  |                                |                                |                                |                                | M1 | Washington | 3                          | 3                          |                            |                            |  |  |                       |                       |                       |                       |  |  |                            |                            |                            |                            |
|  |                                |                                | M2                             | Pittsburgh                     | 4  | 4          |                            |                            |                            |                            |  |  |                       |                       |                       |                       |  |  |                            |                            |                            |                            |
|  | M2                             | Pittsburgh                     | M2                             | Pittsburgh                     | 4  | 4          | 4                          | 4                          |                            |                            |  |  |                       |                       |                       |                       |  |  |                            |                            |                            |                            |
|  | M2                             | Pittsburgh                     |                                |                                |    |            |                            | 4                          |                            |                            |  |  |                       |                       |                       |                       |  |  |                            |                            |                            |                            |
|  | M3                             | Columbus                       | 1                              | 1                              |    |            |                            |                            |                            |                            |  |  |                       |                       |                       |                       |  |  |                            |                            |                            |                            |
|  | M3                             | Columbus                       | 1                              | 1                              | M2 | Pittsburgh | 4                          | 4                          |                            |                            |  |  |                       |                       |                       |                       |  |  |                            |                            |                            |                            |
|  |                                |                                |                                |                                | M2 | Pittsburgh | 4                          | 4                          |                            |                            |  |  |                       |                       |                       |                       |  |  |                            |                            |                            |                            |
|  |                                |                                | O8                             | Nashville                      | 2  | 2          |                            |                            |                            |                            |  |  |                       |                       |                       |                       |  |  |                            |                            |                            |                            |
|  | C1                             | Chicago                        | O8                             | Nashville                      | 2  | 2          | 0                          | 0                          |                            |                            |  |  |                       |                       |                       |                       |  |  |                            |                            |                            |                            |
|  | C1                             | Chicago                        |                                |                                |    |            |                            | 0                          |                            |                            |  |  |                       |                       |                       |                       |  |  |                            |                            |                            |                            |
|  | O8                             | Nashville                      | 4                              | 4                              |    |            |                            |                            |                            |                            |  |  |                       |                       |                       |                       |  |  |                            |                            |                            |                            |
|  | O8                             | Nashville                      | 4                              | 4                              | O8 | Nashville  | 4                          | 4                          |                            |                            |  |  |                       |                       |                       |                       |  |  |                            |                            |                            |                            |
|  |                                |                                |                                |                                | O8 | Nashville  | 4                          | 4                          |                            |                            |  |  |                       |                       |                       |                       |  |  |                            |                            |                            |                            |
|  |                                |                                | C3                             | Saint-Louis                    | 2  | 2          |                            |                            |                            |                            |  |  |                       |                       |                       |                       |  |  |                            |                            |                            |                            |
|  | C2                             | Minnesota                      | C3                             | Saint-Louis                    | 2  | 2          | 1                          | 1                          |                            |                            |  |  |                       |                       |                       |                       |  |  |                            |                            |                            |                            |
|  | C2                             | Minnesota                      |                                |                                |    |            |                            | 1                          |                            |                            |  |  |                       |                       |                       |                       |  |  |                            |                            |                            |                            |
|  | C3                             | Saint-Louis                    | 4                              | 4                              |    |            |                            |                            |                            |                            |  |  |                       |                       |                       |                       |  |  |                            |                            |                            |                            |
|  | C3                             | Saint-Louis                    | 4                              | 4                              | O8 | Nashville  | 4                          | 4                          |                            |                            |  |  |                       |                       |                       |                       |  |  |                            |                            |                            |                            |
|  |                                |                                |                                |                                | O8 | Nashville  | 4                          | 4                          |                            |                            |  |  |                       |                       |                       |                       |  |  |                            |                            |                            |                            |
|  |                                |                                | P1                             | Anaheim                        | 2  | 2          |                            |                            |                            |                            |  |  |                       |                       |                       |                       |  |  |                            |                            |                            |                            |
|  | P1                             | Anaheim                        | P1                             | Anaheim                        | 2  | 2          | 4                          | 4                          |                            |                            |  |  |                       |                       |                       |                       |  |  |                            |                            |                            |                            |
|  | P1                             | Anaheim                        |                                |                                |    |            |                            | 4                          |                            |                            |  |  |                       |                       |                       |                       |  |  |                            |                            |                            |                            |
|  | O7                             | Calgary                        | 0                              | 0                              |    |            |                            |                            |                            |                            |  |  |                       |                       |                       |                       |  |  |                            |                            |                            |                            |
|  | O7                             | Calgary                        | 0                              | 0                              | P1 | Anaheim    | 4                          | 4                          |                            |                            |  |  |                       |                       |                       |                       |  |  |                            |                            |                            |                            |
|  |                                |                                |                                |                                | P1 | Anaheim    | 4                          | 4                          |                            |                            |  |  |                       |                       |                       |                       |  |  |                            |                            |                            |                            |
|  |                                |                                | P2                             | Edmonton                       | 3  | 3          |                            |                            |                            |                            |  |  |                       |                       |                       |                       |  |  |                            |                            |                            |                            |
|  | P2                             | Edmonton                       | P2                             | Edmonton                       | 3  | 3          | 4                          | 4                          |                            |                            |  |  |                       |                       |                       |                       |  |  |                            |                            |                            |                            |
|  | P2                             | Edmonton                       |                                |                                |    |            |                            | 4                          |                            |                            |  |  |                       |                       |                       |                       |  |  |                            |                            |                            |                            |
|  | P3                             | San José                       | 2                              | 2                              |    |            |                            |                            |                            |                            |  |  |                       |                       |                       |                       |  |  |                            |                            |                            |                            |
|  | P3                             | San José                       | 2                              | 2                              |    |            |                            |                            |                            |                            |  |  |                       |                       |                       |                       |  |  |                            |                            |                            |                            |
|  |                                |                                |                                |                                |    |            |                            |                            |                            |                            |  |  |                       |                       |                       |                       |  |  |                            |                            |                            |                            |

## Détails des matchs

### Quarts de finale d'association

#### Montréal contre New York
Les Canadiens de Montréal terminent premiers de la division Atlantique avec 103 points. Après un début de saison où ils gagnent 31 matchs contre 19 défaites et 8 défaites en prolongation ou en fusillade, ils changent d'entraîneur et remplacent Michel Therrien par Claude Julien qui obtient un bilan de 16 victoires pour 7 défaites et une défaite en prolongation ou en fusillade. De leur côté, les Rangers de New York se qualifient comme première équipe repêchée dans l'association de l'Est, avec 102 points, en raison d'une fin de saison difficile avec 8 victoires seulement sur les 19 derniers matchs. C'est la 16e fois que les deux équipes se retrouvent en séries, New York en ayant gagné huit. Ils se sont affrontés en finale de l'association de l'Est en 2014, série que New York a gagné en six parties. Montréal a gagné les trois parties entre les deux équipes durant la saison régulière, dont une fois en prolongation.
| 12 avril | Montréal | 0-2 (0-1, 0-0, 0-1) | New York | Centre Bell 21 288 spectateurs |

| Feuille de match | Feuille de match | Feuille de match | Feuille de match                                                | Feuille de match                                                               |
| ---------------- | ---------------- | ---------------- | --------------------------------------------------------------- | ------------------------------------------------------------------------------ |
|                  | -                | 0-1 0-2          | Glass (Lindberg) — 9 min 50 s Grabner (Fast) — 58 min 50 s (CV) | Arbitrage : Ian Walsh Dan O'Halloran Juges de lignes : Derek Amell Trent Knorr |
| Price            | Gardiens         | Lundqvist        |                                                                 | Arbitrage : Ian Walsh Dan O'Halloran Juges de lignes : Derek Amell Trent Knorr |
| 8 min            | Pénalités        | 20 min           |                                                                 | Arbitrage : Ian Walsh Dan O'Halloran Juges de lignes : Derek Amell Trent Knorr |
| 31               | Tirs             | 31               |                                                                 | Arbitrage : Ian Walsh Dan O'Halloran Juges de lignes : Derek Amell Trent Knorr |

| 14 avril | Montréal | 4-3 (pr) (2-1, 0-2, 1-0, 1-0) | New York | Centre Bell 21 288 spectateurs |

| Feuille de match | Feuille de match | Feuille de match            | Feuille de match                                                                                          | Feuille de match                                                                   |
| ---------------- | --- | --------------------------- | --- | ---------------------------------------------------------------------------------- |
|                  | Petry (Danault, Radoulov) — 4 min 5 s - Byron (Gallagher, Plekanec) — 15 min 42 s - Plekanec (Radoulov, Galchenyuk) — 59 min 42 s Radoulov (Pacioretty, Weber) — 78 min 34 s | 1-0 1-1 2-1 2-2 2-3 3-3 4-3 | - Grabner — 13 min 48 s - Nash (Vesey, Holden) — 29 min 58 s Zuccarello (Smith, Stepan) — 34 min 47 s - - | Arbitrage : Brad Watson Trevor Hanson Juges de lignes : Brian Murphy Mark Shewchyk |
| Price            | Gardiens | Lundqvist                   | | Arbitrage : Brad Watson Trevor Hanson Juges de lignes : Brian Murphy Mark Shewchyk |
| 13 min           | Pénalités | 15 min                      | | Arbitrage : Brad Watson Trevor Hanson Juges de lignes : Brian Murphy Mark Shewchyk |
| 58               | Tirs | 38                          | | Arbitrage : Brad Watson Trevor Hanson Juges de lignes : Brian Murphy Mark Shewchyk |

| 16 avril | New York | 1-3 (0-0, 0-1, 1-2) | Montréal | Madison Square Garden 18 006 spectateurs |

| Feuille de match | Feuille de match                        | Feuille de match | Feuille de match | Feuille de match                                                                      |
| ---------------- | --------------------------------------- | ---------------- | --- | ------------------------------------------------------------------------------------- |
|                  | - Skjei (Klein, Zibanejad) — 57 min 4 s | 0-1 0-2 0-3 1-3  | Lehkonen (Gallagher, Plekanec) — 37 min 37 s (SN) Weber (Galchenyuk, Radoulov) — 47 min 2 s (SN) Radoulov (Danault) — 55 min 35 s - | Arbitrage : Jean Hebert Dan O'Rourke Juges de lignes : Scott Driscoll Matt MacPherson |
| Lundqvist        | Gardiens                                | Price            | | Arbitrage : Jean Hebert Dan O'Rourke Juges de lignes : Scott Driscoll Matt MacPherson |
| 6 min            | Pénalités                               | 6 min            | | Arbitrage : Jean Hebert Dan O'Rourke Juges de lignes : Scott Driscoll Matt MacPherson |
| 21               | Tirs                                    | 29               | | Arbitrage : Jean Hebert Dan O'Rourke Juges de lignes : Scott Driscoll Matt MacPherson |

| 18 avril | New York | 2-1 (1-1, 1-0, 0-0) | Montréal | Madison Square Garden 18 006 spectateurs |

| Feuille de match | Feuille de match                                   | Feuille de match | Feuille de match                             | Feuille de match                                                                       |
| ---------------- | -------------------------------------------------- | ---------------- | -------------------------------------------- | -------------------------------------------------------------------------------------- |
|                  | Fast — 11 min 39 s - Nash (McDonagh) — 24 min 28 s | 1-0 1-1 2-1      | - Mitchell (Weber, Radoulov) — 18 min 37 s - | Arbitrage : Francis Charron Steve Kozari Juges de lignes : Steve Miller Michel Cormier |
| Lundqvist        | Gardiens                                           | Price            |                                              | Arbitrage : Francis Charron Steve Kozari Juges de lignes : Steve Miller Michel Cormier |
| 6 min            | Pénalités                                          | 4 min            |                                              | Arbitrage : Francis Charron Steve Kozari Juges de lignes : Steve Miller Michel Cormier |
| 32               | Tirs                                               | 24               |                                              | Arbitrage : Francis Charron Steve Kozari Juges de lignes : Steve Miller Michel Cormier |

| 20 avril | Montréal | 2-3 (pr) (2-1, 0-1, 0-0, 0-1) | New York | Centre Bell 21 288 spectateurs |

| Feuille de match | Feuille de match                                                                                   | Feuille de match    | Feuille de match                                                                                            | Feuille de match                                                                       |
| ---------------- | -------------------------------------------------------------------------------------------------- | ------------------- | --- | -------------------------------------------------------------------------------------- |
|                  | Lehkonen (Beaulieu, Galchenyuk) — 12 min 7 s - Gallagher (Markov, Lehkonen) — 16 min 20 s (SN) - - | 1-0 1-1 2-1 2-2 2-3 | - Fast (Zibanejad) — 15 min 56 s (IN) - Skjei (Nash, Vesey) — 38 min 28 s Zibanejad (Kreider) — 74 min 22 s | Arbitrage : Gord Dwyer Marc Joannette Juges de lignes : David Brisebois Pierre Racicot |
| Price            | Gardiens                                                                                           | Lundqvist           | | Arbitrage : Gord Dwyer Marc Joannette Juges de lignes : David Brisebois Pierre Racicot |
| 9 min            | Pénalités                                                                                          | 13 min              | | Arbitrage : Gord Dwyer Marc Joannette Juges de lignes : David Brisebois Pierre Racicot |
| 36               | Tirs                                                                                               | 36                  | | Arbitrage : Gord Dwyer Marc Joannette Juges de lignes : David Brisebois Pierre Racicot |

| 22 avril | New York | 3-1 (0-1, 2-0, 1-0) | Montréal | Madison Square Garden 18 006 spectateurs |

| Feuille de match | Feuille de match | Feuille de match | Feuille de match                               | Feuille de match                                                                            |
| ---------------- | --- | ---------------- | ---------------------------------------------- | ------------------------------------------------------------------------------------------- |
|                  | - Zuccarello (Zibanejad, McDonagh) — 22 min 26 s (SN) Zuccarello (Hayes, Miller) — 33 min 31 s Stepan (Girardi) — 59 min 42 s (CV) | 0-1 1-1 2-1 3-1  | Iemeline (Radoulov, Lehkonen) — 6 min 19 s - - | Arbitrage : Chris Rooney Francois St. Laurent Juges de lignes : Ryan Galloway Brad Kovachik |
| Lundqvist        | Gardiens | Price            |                                                | Arbitrage : Chris Rooney Francois St. Laurent Juges de lignes : Ryan Galloway Brad Kovachik |
| 13 min           | Pénalités | 9 min            |                                                | Arbitrage : Chris Rooney Francois St. Laurent Juges de lignes : Ryan Galloway Brad Kovachik |
| 23               | Tirs | 28               |                                                | Arbitrage : Chris Rooney Francois St. Laurent Juges de lignes : Ryan Galloway Brad Kovachik |

#### Ottawa contre Boston
Les Sénateurs d'Ottawa ont terminé deuxième dans la division Atlantique avec 98 points. De leur côté, les Bruins de Boston ont terminé troisième de la division Atlantique avec 95 points. C'était la première série entre la franchise contemporaine d'Ottawa et Boston et la première série Boston-Ottawa depuis la finale de la Coupe Stanley en 1927. Ottawa a gagné les quatre parties entre les deux équipes durant la saison régulière.
| 12 avril | Ottawa | 1-2 (0-0, 1-0, 0-2) | Boston | Centre Canadian Tire 18 702 spectateurs |

| Feuille de match | Feuille de match                | Feuille de match | Feuille de match                                                                    | Feuille de match                                                                    |
| ---------------- | ------------------------------- | ---------------- | ----------------------------------------------------------------------------------- | ----------------------------------------------------------------------------------- |
|                  | Ryan (Karlsson) — 30 min 28 s - | 1-0 1-1 1-2      | - Vatrano (Nash, McQuaid) — 44 min 55 s Marchand (Bergeron, Pastrňák) — 57 min 27 s | Arbitrage : Scott Cherrey Bryan Pancich Juges de lignes : Trevor Hanson Brad Watson |
| Anderson         | Gardiens                        | Rask             |                                                                                     | Arbitrage : Scott Cherrey Bryan Pancich Juges de lignes : Trevor Hanson Brad Watson |
| 8 min            | Pénalités                       | 4 min            |                                                                                     | Arbitrage : Scott Cherrey Bryan Pancich Juges de lignes : Trevor Hanson Brad Watson |
| 27               | Tirs                            | 25               |                                                                                     | Arbitrage : Scott Cherrey Bryan Pancich Juges de lignes : Trevor Hanson Brad Watson |

| 15 avril | Ottawa | 4-3 (pr) (0-0, 1-3, 2-0, 1-0) | Boston | Centre Canadian Tire 18 629 spectateurs |

| Feuille de match | Feuille de match | Feuille de match            | Feuille de match | Feuille de match                                                                  |
| ---------------- | --- | --------------------------- | --- | --------------------------------------------------------------------------------- |
|                  | - MacArthur (Ryan, Brassard) — 30 min 57 s (SN) - Wideman (Phaneuf) — 45 min 28 s Brassard (Karlsson, Phaneuf) — 47 min 48 s Phaneuf (Stone) — 61 min 59 s | 0-1 1-1 1-2 1-3 2-3 3-3 4-3 | Stafford (Backes, Chára) — 29 min 47 s - Schaller (Moore) — 32 min 39 s (IN) Bergeron (Pastrňák, Spooner) — 36 min 1 s (SN) - | Arbitrage : Gord Dwyer Marc Joannette Juges de lignes : Steve Barton Jonny Murray |
| Anderson         | Gardiens | Rask                        | | Arbitrage : Gord Dwyer Marc Joannette Juges de lignes : Steve Barton Jonny Murray |
| 8 min            | Pénalités | 10 min                      | | Arbitrage : Gord Dwyer Marc Joannette Juges de lignes : Steve Barton Jonny Murray |
| 29               | Tirs | 29                          | | Arbitrage : Gord Dwyer Marc Joannette Juges de lignes : Steve Barton Jonny Murray |

| 17 avril | Boston | 3-4 (pr) (0-2, 3-1, 0-0, 0-1) | Ottawa | TD Garden 17 565 spectateurs |

| Feuille de match | Feuille de match | Feuille de match | Feuille de match | Feuille de match                                                                |
| ---------------- | --- | ---------------- | --- | ------------------------------------------------------------------------------- |
|                  | - Acciari (Liles, Nash) — 26 min 5 s Backes (Liles, Cross) — 26 min 47 s Pastrňák (McAvoy, Spooner) — 33 min 51 s - |                  | Hoffman (Karlsson, Smith) — 7 min 15 s Brassard (Ryan, Stålberg) — 7 min 40 s Hoffman (Wideman, Brassard) — 23 min 42 s - Ryan (Turris, Karlsson) — 65 min 43 s | Arbitrage : Eric Furlatt Tim Peel Juges de lignes : Ryan Galloway Brad Kovachik |
| Rask             | Gardiens | Anderson         | | Arbitrage : Eric Furlatt Tim Peel Juges de lignes : Ryan Galloway Brad Kovachik |
| 12 min           | Pénalités | 10 min           | | Arbitrage : Eric Furlatt Tim Peel Juges de lignes : Ryan Galloway Brad Kovachik |
| 20               | Tirs | 32               | | Arbitrage : Eric Furlatt Tim Peel Juges de lignes : Ryan Galloway Brad Kovachik |

| 19 avril | Boston | 0-1 (0-0, 0-0, 0-1) | Ottawa | TD Garden 17 565 spectateurs |

| Feuille de match | Feuille de match | Feuille de match | Feuille de match                        | Feuille de match                                                                    |
| ---------------- | ---------------- | ---------------- | --------------------------------------- | ----------------------------------------------------------------------------------- |
|                  | -                | 0-1              | Ryan (Karlsson, Brassard) — 45 min 49 s | Arbitrage : Brad Meier Kevin Pollock Juges de lignes : Kiel Murchison Greg Devorski |
| Rask             | Gardiens         | Anderson         |                                         | Arbitrage : Brad Meier Kevin Pollock Juges de lignes : Kiel Murchison Greg Devorski |
| 6 min            | Pénalités        | 2 min            |                                         | Arbitrage : Brad Meier Kevin Pollock Juges de lignes : Kiel Murchison Greg Devorski |
| 22               | Tirs             | 27               |                                         | Arbitrage : Brad Meier Kevin Pollock Juges de lignes : Kiel Murchison Greg Devorski |

| 21 avril | Ottawa | 2-3 (2 pr) (1-0, 1-2, 0-0, 0-0, 0-1) | Boston | Centre Canadian Tire 19 209 spectateurs |

| Feuille de match | Feuille de match                                                                   | Feuille de match    | Feuille de match | Feuille de match                                                                  |
| ---------------- | ---------------------------------------------------------------------------------- | ------------------- | --- | --------------------------------------------------------------------------------- |
|                  | Stone (Hoffman, Brassard) — 11 min 19 s Pageau (Stålberg, Burrows) — 20 min 30 s - | 1-0 2-0 2-1 2-2 2-3 | - Pastrňák (Marchand, Bergeron) — 28 min 40 s Kuraly (Backes, Morrow) — 37 min 5 s Kuraly (Backes, McAvoy) — 90 min 19 s | Arbitrage : Chris Lee Kelly Sutherland Juges de lignes : Shane Heyer Ryan Gibbons |
| Anderson         | Gardiens                                                                           | Rask                | | Arbitrage : Chris Lee Kelly Sutherland Juges de lignes : Shane Heyer Ryan Gibbons |
| 8 min            | Pénalités                                                                          | 12 min              | | Arbitrage : Chris Lee Kelly Sutherland Juges de lignes : Shane Heyer Ryan Gibbons |
| 43               | Tirs                                                                               | 39                  | | Arbitrage : Chris Lee Kelly Sutherland Juges de lignes : Shane Heyer Ryan Gibbons |

| 23 avril | Boston | 2-3 (pr) (1-0, 0-2, 1-0, 0-1) | Ottawa | TD Garden 17 565 spectateurs |

| Feuille de match | Feuille de match                                                                             | Feuille de match    | Feuille de match | Feuille de match                                                                   |
| ---------------- | -------------------------------------------------------------------------------------------- | ------------------- | --- | ---------------------------------------------------------------------------------- |
|                  | Stafford (Marchand, McAvoy) — 18 min 13 s (SN) - Bergeron (Marchand, Miller) — 41 min 57 s - | 1-0 1-1 1-2 2-2 2-3 | - Ryan (Brassard, Karlsson) — 23 min 26 s (SN) Turris (Dzingel) — 28 min 32 s - MacArthur (Ryan, Brassard) — 66 min 30 s (SN) | Arbitrage : Dan O'Halloran Ian Walsh Juges de lignes : Steve Miller Michel Cormier |
| Rask             | Gardiens                                                                                     | Anderson            | | Arbitrage : Dan O'Halloran Ian Walsh Juges de lignes : Steve Miller Michel Cormier |
| 12 min           | Pénalités                                                                                    | 6 min               | | Arbitrage : Dan O'Halloran Ian Walsh Juges de lignes : Steve Miller Michel Cormier |
| 30               | Tirs                                                                                         | 29                  | | Arbitrage : Dan O'Halloran Ian Walsh Juges de lignes : Steve Miller Michel Cormier |

#### Washington contre Toronto
Les Capitals de Washington ont remporté le Trophée des présidents pour une deuxième saison consécutive comme meilleure équipe de la saison régulière de la LNH avec 118 points. Les Maple Leafs de Toronto ont terminé comme deuxième équipe repêchée de l'association de l'Est avec 95 points. C'était la première confrontation entre les deux équipes en séries éliminatoires. Washington a gagné deux des trois parties durant la saison régulière.
| 13 avril | Washington | 3-2 (pr) (1-2, 1-0, 0-0, 1-0) | Toronto | Verizon Center 18 506 spectateurs |

| Feuille de match | Feuille de match                                                                                               | Feuille de match    | Feuille de match                                                | Feuille de match                                                                       |
| ---------------- | --- | ------------------- | --------------------------------------------------------------- | -------------------------------------------------------------------------------------- |
|                  | Williams (Oshie, Shattenkirk) — 12 min 24 s (SN) Williams (Niskanen, Kouznetsov) — 36 min Wilson — 65 min 15 s | 0-1 0-2 1-2 2-2 3-2 | Marner (Van Riemsdyk, Bozak) — 1 min 35 s Gardiner — 9 min 44 s | Arbitrage : Gord Dwyer Marc Joannette Juges de lignes : David Brisebois Pierre Racicot |
| Holtby           | Gardiens | Andersen            |                                                                 | Arbitrage : Gord Dwyer Marc Joannette Juges de lignes : David Brisebois Pierre Racicot |
| 2 min            | Pénalités | 6 min               |                                                                 | Arbitrage : Gord Dwyer Marc Joannette Juges de lignes : David Brisebois Pierre Racicot |
| 44               | Tirs | 37                  |                                                                 | Arbitrage : Gord Dwyer Marc Joannette Juges de lignes : David Brisebois Pierre Racicot |

| 15 avril | Washington | 3-4 (2 pr) (0-1, 2-2, 1-0, 0-0, 0-1) | Toronto | Verizon Center 18 506 spectateurs |

| Feuille de match | Feuille de match | Feuille de match            | Feuille de match | Feuille de match                                                                |
| ---------------- | --- | --------------------------- | --- | ------------------------------------------------------------------------------- |
|                  | - Ovetchkine (Oshie, Johansson) — 23 min 47 s (SN) Carlson (Williams, Burakovsky) — 31 min 6 s (SN) - Bäckström (Orlov) — 52 min 39 s - | 0-1 1-1 2-1 2-2 2-3 3-3 3-4 | Van Riemsdyk (Gardiner, Bozak) — 17 min 34 s - Kapanen (Martin, Boyle) — 34 min 25 s Rielly (Marner) — 39 min 46 s (SN) - Kapanen (Boyle, Martin) — 91 min 53 s | Arbitrage : Eric Furlatt Tim Peel Juges de lignes : Ryan Galloway Brad Kovachik |
| Holtby           | Gardiens | Andersen                    | | Arbitrage : Eric Furlatt Tim Peel Juges de lignes : Ryan Galloway Brad Kovachik |
| 12 min           | Pénalités | 12 min                      | | Arbitrage : Eric Furlatt Tim Peel Juges de lignes : Ryan Galloway Brad Kovachik |
| 50               | Tirs | 51                          | | Arbitrage : Eric Furlatt Tim Peel Juges de lignes : Ryan Galloway Brad Kovachik |

| 17 avril | Toronto | 4-3 (pr) (1-2, 2-1, 0-0, 1-0) | Washington | Centre Air Canada 19 861 spectateurs |

| Feuille de match | Feuille de match | Feuille de match            | Feuille de match | Feuille de match                                                                                               |
| ---------------- | --- | --------------------------- | --- | --- |
|                  | - Matthews (Rielly) — 14 min 8 s - Kadri (Komarov) — 35 min 13 s Nylander (Matthews, Hyman) — 39 min 20 s Bozak (Kadri, Rielly) — 61 min 37 s (SN) | 0-1 0-2 1-2 1-3 2-3 3-3 4-3 | Bäckström (Schmidt, Oshie) — 2 min 43 s Ovetchkine (Bäckström, Oshie) — 4 min 49 s - Kouznetsov (Johansson, Williams) — 25 min 39 s - | Arbitrage : Dan O'Halloran Ian Walsh Garrett Rank Juges de lignes : Steve Barton Jonny Murray Shandor Alphonso |
| Andersen         | Gardiens | Holtby                      | | Arbitrage : Dan O'Halloran Ian Walsh Garrett Rank Juges de lignes : Steve Barton Jonny Murray Shandor Alphonso |
| 12 min           | Pénalités | 12 min                      | | Arbitrage : Dan O'Halloran Ian Walsh Garrett Rank Juges de lignes : Steve Barton Jonny Murray Shandor Alphonso |
| 28               | Tirs | 26                          | | Arbitrage : Dan O'Halloran Ian Walsh Garrett Rank Juges de lignes : Steve Barton Jonny Murray Shandor Alphonso |

| 19 avril | Toronto | 4-5 (1-4, 1-0, 2-1) | Washington | Centre Air Canada 19 838 spectateurs |

| Feuille de match | Feuille de match | Feuille de match                    | Feuille de match | Feuille de match                                                                                     |
| ---------------- | --- | ----------------------------------- | --- | --- |
|                  | - Hyman (Gardiner, Nylander) — 5 min 16 s - Van Riemsdyk (Rielly, Marner) — 25 min 39 s (SN) Matthews (Hunwick, Brown) — 52 min - Bozak (Marner, Nylander) — 59 min 33 s | 0-1 0-2 1-2 1-3 1-4 2-4 3-4 3-5 4-5 | Oshie (Bäckström, Schmidt) — 2 min 58 s Ovetchkine (Shattenkirk) — 4 min 34 s (SN) - Wilson (Eller, Orlov) — 13 min 41 s Wilson (Burakovsky, Orpik) — 16 min 4 s - Oshie (Bäckström) — 52 min 59 s - | Arbitrage : Chris Lee Kelly Sutherland Kendrick Nicholson Juges de lignes : Ryan Gibbons Shane Heyer |
| Andersen         | Gardiens | Holtby                              | | Arbitrage : Chris Lee Kelly Sutherland Kendrick Nicholson Juges de lignes : Ryan Gibbons Shane Heyer |
| 2 min            | Pénalités | 8 min                               | | Arbitrage : Chris Lee Kelly Sutherland Kendrick Nicholson Juges de lignes : Ryan Gibbons Shane Heyer |
| 34               | Tirs | 27                                  | | Arbitrage : Chris Lee Kelly Sutherland Kendrick Nicholson Juges de lignes : Ryan Gibbons Shane Heyer |

| 21 avril | Washington | 2-1 (pr) (1-0, 0-1, 0-0, 1-0) | Toronto | Verizon Center 18 506 spectateurs |

| Feuille de match | Feuille de match                                                                             | Feuille de match | Feuille de match                        | Feuille de match                                                                      |
| ---------------- | -------------------------------------------------------------------------------------------- | ---------------- | --------------------------------------- | ------------------------------------------------------------------------------------- |
|                  | Oshie (Bäckström, Shattenkirk) — 18 min 15 s - Williams (Kouznetsov, Johansson) — 61 min 4 s | 1-0 1-1 2-1      | - Matthews (Nylander, Hyman) — 26 min - | Arbitrage : Wes McCauley Brian Pochmara Juges de lignes : Scott Cherrey Bryan Pancich |
| Holtby           | Gardiens                                                                                     | Andersen         |                                         | Arbitrage : Wes McCauley Brian Pochmara Juges de lignes : Scott Cherrey Bryan Pancich |
| 12 min           | Pénalités                                                                                    | 10 min           |                                         | Arbitrage : Wes McCauley Brian Pochmara Juges de lignes : Scott Cherrey Bryan Pancich |
| 28               | Tirs                                                                                         | 25               |                                         | Arbitrage : Wes McCauley Brian Pochmara Juges de lignes : Scott Cherrey Bryan Pancich |

| 23 avril | Toronto | 1-2 (pr) (0-0, 0-0, 1-1, 0-1) | Washington | Centre Air Canada 19 740 spectateurs |

| Feuille de match | Feuille de match                         | Feuille de match | Feuille de match                                                                     | Feuille de match                                                                                          |
| ---------------- | ---------------------------------------- | ---------------- | ------------------------------------------------------------------------------------ | --- |
|                  | Matthews (Rielly, Hyman) — 47 min 45 s - | 1-0 1-1 1-2      | - Johansson (Eller, Orpik) — 52 min 51 s Johansson (Williams, Carlson) — 66 min 31 s | Arbitrage : Brad Meier Kevin Pollock Chris Lee Juges de lignes : Mark Shewchyk Brian Murphy Scott Cherrey |
| Andersen         | Gardiens                                 | Holtby           |                                                                                      | Arbitrage : Brad Meier Kevin Pollock Chris Lee Juges de lignes : Mark Shewchyk Brian Murphy Scott Cherrey |
| 6 min            | Pénalités                                | 4 min            |                                                                                      | Arbitrage : Brad Meier Kevin Pollock Chris Lee Juges de lignes : Mark Shewchyk Brian Murphy Scott Cherrey |
| 38               | Tirs                                     | 36               |                                                                                      | Arbitrage : Brad Meier Kevin Pollock Chris Lee Juges de lignes : Mark Shewchyk Brian Murphy Scott Cherrey |

#### Pittsburgh contre Columbus
Les Penguins de Pittsburgh et les Blue Jackets de Columbus sont respectivement deuxième et troisième meilleure équipe de la division Métropolitaine derrière les Capitals de Washington avec seulement trois points d'avance au classement pour les Penguins. Les deux formations se sont rencontrées à quatre reprises au cours de la saison régulière avec 2 victoires, une défaite et une autre en prolongation de chaque côté. Alors que les Penguins sont champions en titre de la Coupe Stanley, les Blue Jackets participent à leur première série depuis les séries de 2014 où ils avaient été éliminés au premier tour par ces mêmes Penguins,. Les Penguins sont menés par leur capitaine Sidney Crosby, meilleur buteur de la saison régulière, et par Matthew Murray dans les buts alors que Columbus s'appuie sur Sergueï Bobrovski, le gardien russe figurant parmi les favoris pour le trophée Vézina ainsi que le trophée Hart du meilleur joueur de la saison.
| 12 avril | Pittsburgh | 3-1 (0-0, 3-0, 0-1) | Columbus | PPG Paints Arena 18 563 spectateurs |

| Feuille de match | Feuille de match | Feuille de match | Feuille de match                   | Feuille de match                                                                        |
| ---------------- | --- | ---------------- | ---------------------------------- | --------------------------------------------------------------------------------------- |
|                  | Rust (Kessel, Malkine) — 21 min 15 s Kessel (Schultz, Malkine) — 23 min 45 s (SN) Bonino (Hörnqvist, Määttä) — 36 min 25 s - | 1-0 2-0 3-0 3-1  | - Calvert (Anderson) — 52 min 41 s | Arbitrage : Chris Rooney Francois StLaurent Juges de lignes : Steve Barton Jonny Murray |
| Fleury           | Gardiens | Bobrovski        |                                    | Arbitrage : Chris Rooney Francois StLaurent Juges de lignes : Steve Barton Jonny Murray |
| 4 min            | Pénalités | 6 min            |                                    | Arbitrage : Chris Rooney Francois StLaurent Juges de lignes : Steve Barton Jonny Murray |
| 32               | Tirs | 29               |                                    | Arbitrage : Chris Rooney Francois StLaurent Juges de lignes : Steve Barton Jonny Murray |

| 14 avril | Pittsburgh | 4-1 (1-0, 1-1, 2-0) | Columbus | PPG Paints Arena 18 622 spectateurs |

| Feuille de match | Feuille de match | Feuille de match    | Feuille de match                    | Feuille de match                                                                          |
| ---------------- | --- | ------------------- | ----------------------------------- | ----------------------------------------------------------------------------------------- |
|                  | Crosby (Guentzel, Sheary) — 8 min 31 s - Guentzel (Crosby, Cole) — 27 min 51 s Malkine (Crosby, Cole) — 42 min 1 s Hörnqvist (Cullen, Kühnhackl) — 59 min 14 s (CV) | 1-0 1-1 2-1 3-1 4-1 | - Saad (Wennberg, Joens) — 27 min - | Arbitrage : Dan O'Halloran Ian Walsh Juges de lignes : Matt MacPherson #68 Scott Driscoll |
| Fleury           | Gardiens | Bobrovski           |                                     | Arbitrage : Dan O'Halloran Ian Walsh Juges de lignes : Matt MacPherson #68 Scott Driscoll |
| 6 min            | Pénalités | 28 min              |                                     | Arbitrage : Dan O'Halloran Ian Walsh Juges de lignes : Matt MacPherson #68 Scott Driscoll |
| 32               | Tirs | 40                  |                                     | Arbitrage : Dan O'Halloran Ian Walsh Juges de lignes : Matt MacPherson #68 Scott Driscoll |

| 16 avril | Columbus | 4-5 (pr) (3-1, 0-2, 1-1, 0-1) | Pittsburgh | Nationwide Arena 19 092 spectateurs |

| Feuille de match | Feuille de match | Feuille de match                    | Feuille de match | Feuille de match                                                                      |
| ---------------- | --- | ----------------------------------- | --- | ------------------------------------------------------------------------------------- |
|                  | Atkinson (Dubinsky, Foligno) — 11 s - Atkinson — 5 min 2 s Werenski (Gagner, Foligno) — 6 min 10 s (SN) - Dubinsky (Johnson, Bjorkstrand) — 55 min 11 s - | 1-0 1-1 2-1 3-1 3-2 3-3 3-4 4-4 4-5 | - Guentzel (Hainsey, Crosby) — 3 min 17 s - Rust (Dumoulin, Malkine) — 25 min 21 s Malkine — 33 min 25 s Guentzel (Malkine, Kessel) — 51 min 48 s (SN) - Guentzel (Crosby) — 73 min 10 s | Arbitrage : Francis Charron Steve Kozari Juges de lignes : Brian Murphy Mark Shewchyk |
| Bobrovski        | Gardiens | Fleury                              | | Arbitrage : Francis Charron Steve Kozari Juges de lignes : Brian Murphy Mark Shewchyk |
| 6 min            | Pénalités | 4 min                               | | Arbitrage : Francis Charron Steve Kozari Juges de lignes : Brian Murphy Mark Shewchyk |
| 37               | Tirs | 47                                  | | Arbitrage : Francis Charron Steve Kozari Juges de lignes : Brian Murphy Mark Shewchyk |

| 18 avril | Columbus | 5-4 (2-0, 1-2, 2-2) | Pittsburgh | Nationwide Arena 19 093 spectateurs |

| Feuille de match | Feuille de match | Feuille de match                    | Feuille de match | Feuille de match                                                               |
| ---------------- | --- | ----------------------------------- | --- | ------------------------------------------------------------------------------ |
|                  | Johnson (Savard) — 11 min 46 s Anderson (Karlsson, Quincey) — 18 min 56 s Nutivaara (Jenner, Saad) — 24 min 48 s - Karlsson (Calvert) — 40 min 27 s - Jenner (Saad, Nutivaara) — 45 min 37 s - | 1-0 2-0 3-0 3-1 3-2 4-2 4-3 5-3 5-4 | - Hornqvist (Schultz, Kessel) — 26 min 43 s (SN) Hainsey (Kessel, Malkine) — 36 min 24 s - Kühnhackl (Cullen, Cole) — 42 min 10 s - Guentzel (Kessel, Malkine) — 59 min 32 s (IN) | Arbitrage : Jean Hebert Dan O'Rourke Juges de lignes : Derek Amell Trent Knorr |
| Bobrovski        | Gardiens | Fleury                              | | Arbitrage : Jean Hebert Dan O'Rourke Juges de lignes : Derek Amell Trent Knorr |
| 6 min            | Pénalités | 6 min                               | | Arbitrage : Jean Hebert Dan O'Rourke Juges de lignes : Derek Amell Trent Knorr |
| 34               | Tirs | 31                                  | | Arbitrage : Jean Hebert Dan O'Rourke Juges de lignes : Derek Amell Trent Knorr |

| 20 avril | Pittsburgh | 5-2 (1-0, 2-2, 2-0) | Columbus | PPG Paints Arena 18 585 spectateurs |

| Feuille de match | Feuille de match | Feuille de match            | Feuille de match                                                                  | Feuille de match                                                                |
| ---------------- | --- | --------------------------- | --------------------------------------------------------------------------------- | ------------------------------------------------------------------------------- |
|                  | Kessel (Schultz, Malkine) — 9 min 7 s (SN) Rust (Kessel, Malkine) — 21 min 7 s Rust (Hainsey) — 23 min 50 s - Crosby (Malkine, Kessel) — 45 min 31 s (SN) Wilson (Daley, Sheary) — 46 min 22 s | 1-0 2-0 3-0 3-1 3-2 4-2 5-2 | - Karlsson (Gagner) — 29 min 30 s Jenner (Jones, Atkinson) — 32 min 24 s (SN) - - | Arbitrage : Eric Furlatt Tim Peel Juges de lignes : Michel Cormier Steve Miller |
| Fleury           | Gardiens | Bobrovski                   |                                                                                   | Arbitrage : Eric Furlatt Tim Peel Juges de lignes : Michel Cormier Steve Miller |
| 6 min            | Pénalités | 8 min                       |                                                                                   | Arbitrage : Eric Furlatt Tim Peel Juges de lignes : Michel Cormier Steve Miller |
| 32               | Tirs | 51                          |                                                                                   | Arbitrage : Eric Furlatt Tim Peel Juges de lignes : Michel Cormier Steve Miller |

#### Chicago contre Nashville
Les Blackhawks ont terminé premiers dans la division Centrale avec 109 points. Les Prédateurs de Nashville ont terminé comme deuxième équipe repêchée de la Conférence de l'Ouest avec 94 points. C'était la troisième confrontation en séries entre ces deux équipes avec Chicago gagnant les deux séries précédentes. Ils se sont rencontrés la dernière fois en première ronde de la Conférence de l'Ouest en 2015, que Chicago a remporté en six parties. Chicago a remporté quatre des cinq rencontres entre les deux équipes en saison régulière. 
| 13 avril | Chicago | 0-1 (0-1, 0-0, 0-0) | Nashville | United Center 22 075 spectateurs |

| Feuille de match | Feuille de match | Feuille de match | Feuille de match                            | Feuille de match                                                                                  |
| ---------------- | ---------------- | ---------------- | ------------------------------------------- | ------------------------------------------------------------------------------------------------- |
|                  | -                | 0-1              | Arvidsson (Forsberg, Johansen) — 7 min 52 s | Arbitrage : Wes McCauley Brian Pochmara Jean Hebert Juges de lignes : Ryan Galloway Brad Kovachik |
| Crawford         | Gardiens         | Rinne            |                                             | Arbitrage : Wes McCauley Brian Pochmara Jean Hebert Juges de lignes : Ryan Galloway Brad Kovachik |
| 2 min            | Pénalités        | 4 min            |                                             | Arbitrage : Wes McCauley Brian Pochmara Jean Hebert Juges de lignes : Ryan Galloway Brad Kovachik |
| 29               | Tirs             | 20               |                                             | Arbitrage : Wes McCauley Brian Pochmara Jean Hebert Juges de lignes : Ryan Galloway Brad Kovachik |

| 15 avril | Chicago | 0-5 (0-1, 0-2, 0-2) | Nashville | United Center 22 175 spectateurs |

| Feuille de match | Feuille de match | Feuille de match    | Feuille de match | Feuille de match                                                                                       |
| ---------------- | ---------------- | ------------------- | --- | --- |
|                  | -                | 0-1 0-2 0-3 0-4 0-5 | Ellis (Johansen, Josi) — 3 min 44 s Zolnierczyk (Ekholm, Rinne) — 22 min 51 s Sissons (Åberg, Smith) — 33 min Johansen (Forsberg, Rinne) — 53 min 49 s Fiala (Johansen, Subban) — 58 min 13 s (SN) | Arbitrage : Chris Rooney Francois StLaurent Ian Walsh Juges de lignes : David Brisebois Pierre Racicot |
| Crawford         | Gardiens         | Rinne               | | Arbitrage : Chris Rooney Francois StLaurent Ian Walsh Juges de lignes : David Brisebois Pierre Racicot |
| 16 min           | Pénalités        | 4 min               | | Arbitrage : Chris Rooney Francois StLaurent Ian Walsh Juges de lignes : David Brisebois Pierre Racicot |
| 30               | Tirs             | 29                  | | Arbitrage : Chris Rooney Francois StLaurent Ian Walsh Juges de lignes : David Brisebois Pierre Racicot |

| 17 avril | Nashville | 3-2 (pr) (0-0, 0-2, 2-0, 1-0) | Chicago | Bridgestone Arena 17 204 spectateurs |

| Feuille de match | Feuille de match                                                                                                  | Feuille de match    | Feuille de match                                                                  | Feuille de match                                                                     |
| ---------------- | --- | ------------------- | --------------------------------------------------------------------------------- | ------------------------------------------------------------------------------------ |
|                  | - Forsberg (Arvidsson) — 44 min 24 s Forsberg (Ellis, Johansen) — 54 min 8 s Fiala (Neal, Jarnkrok) — 76 min 44 s | 0-1 0-2 1-2 2-2 3-2 | Rasmussen (Kruger, Panik) — 21 min 5 s Kane (Keith, Toews) — 31 min 15 s (SN) - - | Arbitrage : Brad Watson Trevor Hanson Juges de lignes : Greg Devorski Kiel Murchison |
| Rinne            | Gardiens | Crawford            |                                                                                   | Arbitrage : Brad Watson Trevor Hanson Juges de lignes : Greg Devorski Kiel Murchison |
| 10 min           | Pénalités | 6 min               |                                                                                   | Arbitrage : Brad Watson Trevor Hanson Juges de lignes : Greg Devorski Kiel Murchison |
| 49               | Tirs | 36                  |                                                                                   | Arbitrage : Brad Watson Trevor Hanson Juges de lignes : Greg Devorski Kiel Murchison |

| 20 avril | Nashville | 4-1 (0-0, 1-0, 3-1) | Chicago | Bridgestone Arena 17 326 spectateurs |

| Feuille de match | Feuille de match | Feuille de match    | Feuille de match                         | Feuille de match                                                               |
| ---------------- | --- | ------------------- | ---------------------------------------- | ------------------------------------------------------------------------------ |
|                  | Josi (Ellis, Johansen) — 29 min 41 s Sissons (Arvidsson, Ellis) — 48 min 52 s Josi (Sissons, Watson) — 50 min 21 s - Arvidsson (Forsberg, Subban) — 58 min 12 s (CV) | 1-0 2-0 3-0 3-1 4-1 | - Toews (Panarine, Kane) — 54 min 42 s - | Arbitrage : Dan O'Rourke Jean Hebert Juges de lignes : Derek Amell Trent Knorr |
| Rinne            | Gardiens | Crawford            |                                          | Arbitrage : Dan O'Rourke Jean Hebert Juges de lignes : Derek Amell Trent Knorr |
| 4 min            | Pénalités | 6 min               |                                          | Arbitrage : Dan O'Rourke Jean Hebert Juges de lignes : Derek Amell Trent Knorr |
| 26               | Tirs | 31                  |                                          | Arbitrage : Dan O'Rourke Jean Hebert Juges de lignes : Derek Amell Trent Knorr |

#### Minnesota contre Saint-Louis
Le Wild du Minnesota a terminé deuxième dans la division Centrale avec 106 points. Les Blues de St-Louis ont récolté 99 points pour finir troisième dans la division Centrale. C'était la deuxième confrontation en séries entre ces deux équipes; leur unique confrontation a eu lieu en première ronde de la Conférence de l'Ouest, que St-Louis a remporté en six parties. St-Louis a remporté trois des cinq rencontres de la saison régulière. 
| 12 avril | Minnesota | 1-2 (pr) (0-0, 0-1, 1-0, 0-1) | Saint-Louis | Xcel Energy Center 19 168 spectateurs |

| Feuille de match | Feuille de match                           | Feuille de match | Feuille de match                                                               | Feuille de match                                                                   |
| ---------------- | ------------------------------------------ | ---------------- | ------------------------------------------------------------------------------ | ---------------------------------------------------------------------------------- |
|                  | - Parisé (Koivu, Granlund) — 59 min 37 s - | 0-1 1-1 1-2      | Sobotka (Steen) — 26 min 21 s - Edmundson (Tarassenko, Schwartz) — 77 min 48 s | Arbitrage : Jean Hebert Dan O'Rourke Juges de lignes : Michel Cormier Steve Miller |
| Dubnyk           | Gardiens                                   | Allen            |                                                                                | Arbitrage : Jean Hebert Dan O'Rourke Juges de lignes : Michel Cormier Steve Miller |
| 8 min            | Pénalités                                  | 6 min            |                                                                                | Arbitrage : Jean Hebert Dan O'Rourke Juges de lignes : Michel Cormier Steve Miller |
| 52               | Tirs                                       | 26               |                                                                                | Arbitrage : Jean Hebert Dan O'Rourke Juges de lignes : Michel Cormier Steve Miller |

| 14 avril | Minnesota | 1-2 (0-0, 1-1, 0-1) | Saint-Louis | Xcel Energy Center 19 404 spectateurs |

| Feuille de match | Feuille de match                             | Feuille de match | Feuille de match                                                                                       | Feuille de match                                                                   |
| ---------------- | -------------------------------------------- | ---------------- | --- | ---------------------------------------------------------------------------------- |
|                  | - Parisé (Staal, Suter) — 37 min 44 s (SN) - | 0-1 1-1 1-2      | Edmundson (Berglund, Pääjärvi Svensson) — 23 min 51 s - Schwartz (Pietrangelo, Brodziak) — 57 min 33 s | Arbitrage : Kevin Pollock Brad Meier Juges de lignes : Steve Miller Michel Cormier |
| Dubnyk           | Gardiens                                     | Allen            | | Arbitrage : Kevin Pollock Brad Meier Juges de lignes : Steve Miller Michel Cormier |
| 6 min            | Pénalités                                    | 8 min            | | Arbitrage : Kevin Pollock Brad Meier Juges de lignes : Steve Miller Michel Cormier |
| 24               | Tirs                                         | 22               | | Arbitrage : Kevin Pollock Brad Meier Juges de lignes : Steve Miller Michel Cormier |

| 16 avril | Saint-Louis | 3-1 (1-0, 1-1, 1-0) | Minnesota | Scottrade Center 19 334 spectateurs |

| Feuille de match | Feuille de match | Feuille de match | Feuille de match                        | Feuille de match                                                                 |
| ---------------- | --- | ---------------- | --------------------------------------- | -------------------------------------------------------------------------------- |
|                  | Parayko (Berglund, Perron) — 3 min 25 s - Schwartz (Steen, Tarassenko) — 35 min 19 s (SN) Steen (Berglund, Sobotka) — 58 min 49 s (CV) | 1-0 1-1 2-1 3-1  | - Coyle (Parisé, Suter) — 32 min 59 s - | Arbitrage : Chris Lee Kelly Sutherland Juges de lignes : Derek Amell Trent Knorr |
| Allen            | Gardiens | Dubnyk           |                                         | Arbitrage : Chris Lee Kelly Sutherland Juges de lignes : Derek Amell Trent Knorr |
| 10 min           | Pénalités | 8 min            |                                         | Arbitrage : Chris Lee Kelly Sutherland Juges de lignes : Derek Amell Trent Knorr |
| 31               | Tirs | 41               |                                         | Arbitrage : Chris Lee Kelly Sutherland Juges de lignes : Derek Amell Trent Knorr |

| 19 avril | Saint-Louis | 0-2 (0-1, 0-1, 0-0) | Minnesota | Scottrade Center 19 791 spectateurs |

| Feuille de match | Feuille de match | Feuille de match | Feuille de match                                               | Feuille de match                                                                     |
| ---------------- | ---------------- | ---------------- | -------------------------------------------------------------- | ------------------------------------------------------------------------------------ |
|                  | -                | 0-1 0-2          | Coyle — 16 min 50 s Hanzal (Pominville, Prosser) — 36 min 41 s | Arbitrage : Wes McCauley Brian Pochmara Juges de lignes : Brian Murphy Mark Shewchyk |
| Allen            | Gardiens         | Dubnyk           |                                                                | Arbitrage : Wes McCauley Brian Pochmara Juges de lignes : Brian Murphy Mark Shewchyk |
| 6 min            | Pénalités        | 6 min            |                                                                | Arbitrage : Wes McCauley Brian Pochmara Juges de lignes : Brian Murphy Mark Shewchyk |
| 28               | Tirs             | 28               |                                                                | Arbitrage : Wes McCauley Brian Pochmara Juges de lignes : Brian Murphy Mark Shewchyk |

| 22 avril | Minnesota | 3-4 (pr) (1-2, 0-0, 2-1, 0-1) | Saint-Louis | Xcel Energy Center 19 228 spectateurs |

| Feuille de match | Feuille de match | Feuille de match            | Feuille de match | Feuille de match                                                                          |
| ---------------- | --- | --------------------------- | --- | ----------------------------------------------------------------------------------------- |
|                  | - Suter (Spurgeon) — 18 min 31 s - Koivu (Niederreiter, Granlund) — 50 min 38 s Zucker (Haula, Brodin) — 54 min 59 s - | 0-1 0-2 1-2 1-3 2-3 3-3 3-4 | Tarassenko (Schwartz) — 7 min 16 s Steen (Parayko) — 10 min 31 s - Stastny (Schwartz, Lehterä) — 47 min 23 s - Pääjärvi Svensson (Sobotka, Lehterä) — 69 min 42 s | Arbitrage : Steve Kozari Francis Charron Juges de lignes : Scott Driscoll Matt MacPherson |
| Dubnyk           | Gardiens | Allen                       | | Arbitrage : Steve Kozari Francis Charron Juges de lignes : Scott Driscoll Matt MacPherson |
| 10 min           | Pénalités | 14 min                      | | Arbitrage : Steve Kozari Francis Charron Juges de lignes : Scott Driscoll Matt MacPherson |
| 37               | Tirs | 27                          | | Arbitrage : Steve Kozari Francis Charron Juges de lignes : Scott Driscoll Matt MacPherson |

#### Anaheim contre Calgary
Les Ducks d'Anaheim ont terminé premier dans la division Pacifique pour la cinquième année consécutive, cette fois avec 105 points. Les Flames de Calgary ont terminé comme première équipe repêchée de la Conférence de l'Ouest, avec 94 points. C'était la troisième rencontre en série entre les deux équipes avec Anaheim gagnant les deux séries précédentes. Ils se sont affrontés en deuxième ronde de la Conférence de l'Ouest qu'Anaheim a remporté in cinq parties. Anaheim a remporté quatre des cinq rencontres entre les deux équipes durant la saison régulière. Anaheim a aussi remporté 25 rencontres consécutives à domicile contre Calgary.
| 13 avril | Anaheim | 3-2 (1-1, 2-1, 0-0) | Calgary | Honda Center 17 174 spectateurs |

| Feuille de match | Feuille de match | Feuille de match    | Feuille de match                                                                            | Feuille de match                                                                        |
| ---------------- | --- | ------------------- | ------------------------------------------------------------------------------------------- | --------------------------------------------------------------------------------------- |
|                  | Getzlaf (Silfverberg, Theodore) — 52 s (SN) - Rakell (Getzlaf, Bieksa) — 33 min 53 s Silfverberg (Eaves, Theodore) — 37 min 47 s (SN) | 1-0 1-1 1-2 2-2 3-2 | - Monahan (Versteeg, Brodie) — 8 min 43 s (SN) Bennett (Versteeg, Hamilton) — 29 min 46 s - | Arbitrage : Francis Charron Steve Kozari Juges de lignes : Greg Devorski Kiel Murchison |
| Gibson           | Gardiens | Elliott             |                                                                                             | Arbitrage : Francis Charron Steve Kozari Juges de lignes : Greg Devorski Kiel Murchison |
| 10 min           | Pénalités | 14 min              |                                                                                             | Arbitrage : Francis Charron Steve Kozari Juges de lignes : Greg Devorski Kiel Murchison |
| 41               | Tirs | 32                  |                                                                                             | Arbitrage : Francis Charron Steve Kozari Juges de lignes : Greg Devorski Kiel Murchison |

| 15 avril | Anaheim | 3-2 (2-1, 0-1, 1-0) | Calgary | Honda Center 17 271 spectateurs |

| Feuille de match | Feuille de match | Feuille de match    | Feuille de match                                                                      | Feuille de match                                                                       |
| ---------------- | --- | ------------------- | ------------------------------------------------------------------------------------- | -------------------------------------------------------------------------------------- |
|                  | Silfverberg (Montour, Theodore) — 3 min 21 s Rakell (Getzlaf, Bieksa) — 6 min 44 s - Getzlaf (Kesler, Eaves) — 35 min 14 s (SN) | 1-0 2-0 2-1 2-2 3-2 | - Backlund (Frolík) — 18 min 24 s (IN) Monahan (Gaudreau, Brodie) — 27 min 1 s (SN) - | Arbitrage : Wes McCauley Brian Pochmara Juges de lignes : Greg Devorski Kiel Murchison |
| Gibson           | Gardiens | Elliott             |                                                                                       | Arbitrage : Wes McCauley Brian Pochmara Juges de lignes : Greg Devorski Kiel Murchison |
| 15 min           | Pénalités | 17 min              |                                                                                       | Arbitrage : Wes McCauley Brian Pochmara Juges de lignes : Greg Devorski Kiel Murchison |
| 29               | Tirs | 37                  |                                                                                       | Arbitrage : Wes McCauley Brian Pochmara Juges de lignes : Greg Devorski Kiel Murchison |

| 17 avril | Calgary | 4-5 (pr) (2-1, 2-1, 0-2, 0-1) | Anaheim | Scotiabank Saddledome 19 289 spectateurs |

| Feuille de match | Feuille de match | Feuille de match                           | Feuille de match | Feuille de match                                                                                               |
| ---------------- | --- | ------------------------------------------ | --- | --- |
|                  | Monahan (Brouwer, Gaudreau) — 2 min 10 s (SN) Versteeg (Monahan, Brodie) — 9 min 18 s (SN) - Stone (Brodie, Backlund) — 24 min 34 s Bennett (Giordano, Backlund) — 28 min 33 s (SN) - | 1-0 2-0 2-1 3-1 4-1 4-2 4-3 4-4 4-5        | - Ritchie (Vermette, Lindholm) — 15 min 33 s - Theodore (Rakell, Bieksa) — 39 min 11 s Thompson (Lindholm, Perry) — 51 min 14 s Theodore (Bieksa, Thompson) — 55 min 39 s Perry (Rakell, Thompson) — 61 min 30 s | Arbitrage : Marc Joannette Gord Dwyer Kyle Rehman Juges de lignes : David Brisebois Pierre Racicot Mark Wheler |
| Elliott          | Gardiens | Gibson (28 min 33 s) Bernier (32 min 57 s) | | Arbitrage : Marc Joannette Gord Dwyer Kyle Rehman Juges de lignes : David Brisebois Pierre Racicot Mark Wheler |
| 2 min            | Pénalités | 12 min                                     | | Arbitrage : Marc Joannette Gord Dwyer Kyle Rehman Juges de lignes : David Brisebois Pierre Racicot Mark Wheler |
| 32               | Tirs | 27                                         | | Arbitrage : Marc Joannette Gord Dwyer Kyle Rehman Juges de lignes : David Brisebois Pierre Racicot Mark Wheler |

| 19 avril | Calgary | 1-3 (0-2, 1-0, 0-1) | Anaheim | Scotiabank Saddledome 19 289 spectateurs |

| Feuille de match | Feuille de match                                | Feuille de match | Feuille de match                                                                      | Feuille de match                                                                       |
| ---------------- | ----------------------------------------------- | ---------------- | ------------------------------------------------------------------------------------- | -------------------------------------------------------------------------------------- |
|                  | - Monahan (Versteeg, Brouwer) — 36 min 7 s (SN) | 0-1 0-2 1-2 1-3  | Eaves — 5 min 38 s Thompson (Rakell, Perry) — 6 min 46 s - Getzlaf — 59 min 53 s (CV) | Arbitrage : Brad Watson Trevor Hanson Juges de lignes : Scott Driscoll Matt MacPherson |
| Elliott Johnson  | Gardiens                                        | Gibson           |                                                                                       | Arbitrage : Brad Watson Trevor Hanson Juges de lignes : Scott Driscoll Matt MacPherson |
| 4 min            | Pénalités                                       | 6 min            |                                                                                       | Arbitrage : Brad Watson Trevor Hanson Juges de lignes : Scott Driscoll Matt MacPherson |
| 37               | Tirs                                            | 25               |                                                                                       | Arbitrage : Brad Watson Trevor Hanson Juges de lignes : Scott Driscoll Matt MacPherson |

#### Edmonton contre San José
Les Oilers d'Edmonton ont terminé deuxième dans la division Pacifique avec 103 points. Les Sharks de San José, avec 99 points en saison régulière, ont terminé troisième de la division Pacifique. C'était la deuxième confrontation entre ces deux équipes; leur unique précédente confrontation s'est déroulé en Demi-Finale de la Conférence de l'Ouest en 2006, qu'Edmonton a gagné en six parties. Edmonton a gagné trois des cinq rencontres entre les deux équipes en saison régulière.
| 12 avril | Edmonton | 2-3 (pr) (2-0, 0-1, 0-1, 0-1) | San José | Rogers Place 18 347 spectateurs |

| Feuille de match | Feuille de match                                                                    | Feuille de match    | Feuille de match                                                                                                   | Feuille de match                                                             |
| ---------------- | ----------------------------------------------------------------------------------- | ------------------- | --- | ---------------------------------------------------------------------------- |
|                  | Klefbom (Eberle, Lucic) — 6 min 44 s Lucic (Letestu, McDavid) — 17 min 7 s (SN) - - | 1-0 2-0 2-1 2-2 2-3 | - Ward (Donskoi, Vlasic) — 21 min 43 s (SN) Martin (Hertl) — 45 min 22 s Karlsson (Pavelski, Vlasic) — 63 min 22 s | Arbitrage : Eric Furlatt Tim Peel Juges de lignes : Shane Heyer Ryan Gibbons |
| Talbot           | Gardiens                                                                            | Jones               | | Arbitrage : Eric Furlatt Tim Peel Juges de lignes : Shane Heyer Ryan Gibbons |
| 14 min           | Pénalités                                                                           | 8 min               | | Arbitrage : Eric Furlatt Tim Peel Juges de lignes : Shane Heyer Ryan Gibbons |
| 19               | Tirs                                                                                | 44                  | | Arbitrage : Eric Furlatt Tim Peel Juges de lignes : Shane Heyer Ryan Gibbons |

| 14 avril | Edmonton | 2-0 (0-0, 1-0, 1-0) | San José | Rogers Place 18 347 spectateurs |

| Feuille de match | Feuille de match                                                                | Feuille de match | Feuille de match | Feuille de match                                                                  |
| ---------------- | ------------------------------------------------------------------------------- | ---------------- | ---------------- | --------------------------------------------------------------------------------- |
|                  | Kassian (Letestu) — 20 min 42 s (IN) McDavid (Nurse, Talbot) — 30 min 31 s (IN) | 1-0 2-0          | -                | Arbitrage : Chris Lee Kelly Sutherland Juges de lignes : Ryan Gibbons Shane Heyer |
| Talbot           | Gardiens                                                                        | Jones            |                  | Arbitrage : Chris Lee Kelly Sutherland Juges de lignes : Ryan Gibbons Shane Heyer |
| 12 min           | Pénalités                                                                       | 8 min            |                  | Arbitrage : Chris Lee Kelly Sutherland Juges de lignes : Ryan Gibbons Shane Heyer |
| 36               | Tirs                                                                            | 16               |                  | Arbitrage : Chris Lee Kelly Sutherland Juges de lignes : Ryan Gibbons Shane Heyer |

| 16 avril | San José | 0-1 (0-0, 0-0, 0-1) | Edmonton | SAP Center at San Jose 17 562 spectateurs |

| Feuille de match | Feuille de match | Feuille de match | Feuille de match      | Feuille de match                                                                   |
| ---------------- | ---------------- | ---------------- | --------------------- | ---------------------------------------------------------------------------------- |
|                  | -                | 0-1              | Kassian — 50 min 45 s | Arbitrage : Brad Meier Kevin Pollock Juges de lignes : Scott Cherrey Bryan Pancich |
| Jones            | Gardiens         | Talbot           |                       | Arbitrage : Brad Meier Kevin Pollock Juges de lignes : Scott Cherrey Bryan Pancich |
| 2 min            | Pénalités        | 4 min            |                       | Arbitrage : Brad Meier Kevin Pollock Juges de lignes : Scott Cherrey Bryan Pancich |
| 23               | Tirs             | 22               |                       | Arbitrage : Brad Meier Kevin Pollock Juges de lignes : Scott Cherrey Bryan Pancich |

| 18 avril | San José | 7-0 (2-0, 4-0, 1-0) | Edmonton | SAP Center at San Jose 17 562 spectateurs |

| Feuille de match | Feuille de match | Feuille de match            | Feuille de match | Feuille de match                                                                          |
| ---------------- | --- | --------------------------- | ---------------- | ----------------------------------------------------------------------------------------- |
|                  | Pavelski (Braun, Marleau) — 15 s Couture (Pavelski, Burns) — 11 min 2 s Marleau (Burns) — 22 min 2 s Sörensen (Schlemko, Ward) — 29 min 46 s Couture (Hansen, Ward) — 32 min 52 s Pavelski (Burns, Thornton) — 36 min 46 s Schlemko (Hertl, Vlasic) — 46 min 45 s | 1-0 2-0 3-0 4-0 5-0 6-0 7-0 | -                | Arbitrage : Chris Rooney Francois StLaurent Juges de lignes : Scott Cherrey Bryan Pancich |
| Jones            | Gardiens | Talbot Brossoit             |                  | Arbitrage : Chris Rooney Francois StLaurent Juges de lignes : Scott Cherrey Bryan Pancich |
| 8 min            | Pénalités | 27 min                      |                  | Arbitrage : Chris Rooney Francois StLaurent Juges de lignes : Scott Cherrey Bryan Pancich |
| 32               | Tirs | 23                          |                  | Arbitrage : Chris Rooney Francois StLaurent Juges de lignes : Scott Cherrey Bryan Pancich |

| 20 avril | Edmonton | 4-3 (pr) (1-2, 1-1, 1-0, 1-0) | San José | Rogers Place 18 347 spectateurs |

| Feuille de match | Feuille de match | Feuille de match            | Feuille de match | Feuille de match                                                                 |
| ---------------- | --- | --------------------------- | --- | -------------------------------------------------------------------------------- |
|                  | Maroon (Benning) — 5 min 28 s - Letestu (Draisaitl, McDavid) — 38 min 33 s (SN) Klefbom (Desharnais, Benning) — 57 min 14 s Desharnais (Draisaitl, Sekera) — 78 min 15 s | 1-0 1-1 1-2 1-3 2-3 3-3 4-3 | - Bødker (Tierney, Sörensen) — 10 min 12 s Marleau (Thornton, Dillon) — 15 min 52 s Schlemko (Bødker, Ward) — 28 min 38 s - | Arbitrage : Dan O'Halloran Ian Walsh Juges de lignes : Steve Barton Jonny Murray |
| Talbot           | Gardiens | Martin                      | | Arbitrage : Dan O'Halloran Ian Walsh Juges de lignes : Steve Barton Jonny Murray |
| 2 min            | Pénalités | 6 min                       | | Arbitrage : Dan O'Halloran Ian Walsh Juges de lignes : Steve Barton Jonny Murray |
| 48               | Tirs | 30                          | | Arbitrage : Dan O'Halloran Ian Walsh Juges de lignes : Steve Barton Jonny Murray |

| 22 avril | San José | 1-3 (0-0, 0-2, 1-1) | Edmonton | SAP Center at San Jose 17 562 spectateurs |

| Feuille de match | Feuille de match                             | Feuille de match | Feuille de match                                                                                         | Feuille de match                                                                |
| ---------------- | -------------------------------------------- | ---------------- | --- | ------------------------------------------------------------------------------- |
|                  | - Marleau (Couture, Donskoi) — 32 min 12 s - | 0-1 0-2 1-2 1-3  | Draisaitl (Larsson, Klefbom) — 20 min 54 s Slepychev — 21 min 50 s - McDavid (Sekera) — 59 min 59 s (CV) | Arbitrage : Brad Watson Trevor Hanson Juges de lignes : Derek Amell Trent Knorr |
| Jones            | Gardiens                                     | Talbot           | | Arbitrage : Brad Watson Trevor Hanson Juges de lignes : Derek Amell Trent Knorr |
| 2 min            | Pénalités                                    | 6 min            | | Arbitrage : Brad Watson Trevor Hanson Juges de lignes : Derek Amell Trent Knorr |
| 28               | Tirs                                         | 21               | | Arbitrage : Brad Watson Trevor Hanson Juges de lignes : Derek Amell Trent Knorr |

### Demi-finales d'association

#### Ottawa contre New York
C'est la deuxième confrontation en séries, leur unique duel ayant eu lieu au premier tour en 2012, que New York remporte en sept parties. Ottawa a remporté deux des trois duels en saison régulière.
| 27 avril | Ottawa | 2-1 (0-0, 1-1, 1-0) | New York | Centre Canadian Tire 16 744 spectateurs |

| Feuille de match | Feuille de match                                                                        | Feuille de match | Feuille de match                                          | Feuille de match                                                                 |
| ---------------- | --------------------------------------------------------------------------------------- | ---------------- | --------------------------------------------------------- | -------------------------------------------------------------------------------- |
|                  | - Dzingel (Burrows, Turris) — 38 min 39 s (SN) Karlsson (Hoffman, Methot) — 55 min 49 s | 0-1 1-1 2-1      | McDonagh (Zuccarello, Boutchnevitch) — 27 min 10 s (SN) - | Arbitrage : Dan O'Rourke Jean Hebert Juges de lignes : Bryan Pancich Derek Amell |
| Anderson         | Gardiens                                                                                | Lundqvist        |                                                           | Arbitrage : Dan O'Rourke Jean Hebert Juges de lignes : Bryan Pancich Derek Amell |
| 8 min            | Pénalités                                                                               | 8 min            |                                                           | Arbitrage : Dan O'Rourke Jean Hebert Juges de lignes : Bryan Pancich Derek Amell |
| 43               | Tirs                                                                                    | 35               |                                                           | Arbitrage : Dan O'Rourke Jean Hebert Juges de lignes : Bryan Pancich Derek Amell |

| 29 avril | Ottawa | 6-5 (2 pr) (1-1, 1-3, 3-1, 0-0, 1-0) | New York | Centre Canadian Tire 18 679 spectateurs |

| Feuille de match | Feuille de match | Feuille de match                            | Feuille de match | Feuille de match                                                                     |
| ---------------- | --- | ------------------------------------------- | --- | ------------------------------------------------------------------------------------ |
|                  | - Pageau — 13 min 59 s - Methot (Hoffman, Harpur) — 34 min - Stone (Phaneuf, Claesson) — 41 min 28 s - Pageau (Smith, Phaneuf) — 56 min 41 s Pageau (Turris, Karlsson) — 58 min 58 s Pageau (Burrows) — 82 min 54 s | 0-1 1-1 1-2 1-3 2-3 2-4 3-4 3-5 4-5 5-5 6-5 | Grabner (Fast) — 4 min 16 s (IN) - Kreider (Zibanejad, McDonagh) — 30 min 39 s Stepan (Nash) — 33 min 10 s (IN) - Skjei (McDonagh, Zibanejad) — 35 min 51 s - Skjei (Smith) — 45 min 10 s - | Arbitrage : Dan O'Halloran Kevin Pollock Juges de lignes : Brad Kovachik Shane Heyer |
| Anderson         | Gardiens | Lundqvist                                   | | Arbitrage : Dan O'Halloran Kevin Pollock Juges de lignes : Brad Kovachik Shane Heyer |
| 10 min           | Pénalités | 10 min                                      | | Arbitrage : Dan O'Halloran Kevin Pollock Juges de lignes : Brad Kovachik Shane Heyer |
| 34               | Tirs | 48                                          | | Arbitrage : Dan O'Halloran Kevin Pollock Juges de lignes : Brad Kovachik Shane Heyer |

| 2 mai | New York | 4-1 (2-0, 2-1, 0-0) | Ottawa | Madison Square Garden 18 006 spectateurs |

| Feuille de match | Feuille de match | Feuille de match    | Feuille de match                    | Feuille de match                                                                        |
| ---------------- | --- | ------------------- | ----------------------------------- | --------------------------------------------------------------------------------------- |
|                  | Zuccarello (Zibanejad, Girardi) — 5 min 31 s Grabner (Zuccarello) — 13 min 24 s Nash (Stepan, Vesey) — 32 min 21 s Lindberg (Miller, Glass) — 38 min 17 s - | 1-0 2-0 3-0 4-0 4-1 | - Pageau (Ryan, Ceci) — 38 min 49 s | Arbitrage : Chris Rooney Francois StLaurent Juges de lignes : Jonny Murray Steve Barton |
| Lundqvist        | Gardiens | Anderson            |                                     | Arbitrage : Chris Rooney Francois StLaurent Juges de lignes : Jonny Murray Steve Barton |
| 8 min            | Pénalités | 8 min               |                                     | Arbitrage : Chris Rooney Francois StLaurent Juges de lignes : Jonny Murray Steve Barton |
| 30               | Tirs | 27                  |                                     | Arbitrage : Chris Rooney Francois StLaurent Juges de lignes : Jonny Murray Steve Barton |

| 4 mai | New York | 4-1 (1-0, 2-0, 1-1) | Ottawa | Madison Square Garden 18 006 spectateurs |

| Feuille de match | Feuille de match | Feuille de match                       | Feuille de match                       | Feuille de match                                                                     |
| ---------------- | --- | -------------------------------------- | -------------------------------------- | ------------------------------------------------------------------------------------ |
|                  | Holden (Hayes) — 14 min 4 s Lindberg (Grabner, Glass) — 22 min 1 s Lindberg (Miller, Glass) — 35 min 54 s Kreider (McDonagh, Stepan) — 50 min 45 s (SN) - | 1-0 2-0 3-0 4-0 4-1                    | - Turris (Smith, Harpur) — 53 min 34 s | Arbitrage : Francis Charron Wes McCauley Juges de lignes : Shane Heyer Brad Kovachik |
| Lundqvist        | Gardiens | Anderson (40 min) Condon (19 min 49 s) |                                        | Arbitrage : Francis Charron Wes McCauley Juges de lignes : Shane Heyer Brad Kovachik |
| 36 min           | Pénalités | 56 min                                 |                                        | Arbitrage : Francis Charron Wes McCauley Juges de lignes : Shane Heyer Brad Kovachik |
| 30               | Tirs | 23                                     |                                        | Arbitrage : Francis Charron Wes McCauley Juges de lignes : Shane Heyer Brad Kovachik |

| 6 mai | Ottawa | 5-4 (pr) (1-2, 2-1, 1-1, 1-0) | New York | Centre Canadian Tire 19 082 spectateurs |

| Feuille de match | Feuille de match | Feuille de match                    | Feuille de match | Feuille de match                                                                           |
| ---------------- | --- | ----------------------------------- | --- | ------------------------------------------------------------------------------------------ |
|                  | - Stone (Wideman, Smith) — 6 min 3 s Hoffman (MacArthur, Karlsson) — 28 min 17 s Pyatt (Smith) — 28 min 50 s - Brassard (MacArthur, Karlsson) — 58 min 34 s Turris (Burrows, Karlsson) — 66 min 28 s | 0-1 0-2 1-2 2-2 3-2 3-3 3-4 4-4 5-4 | Fast (Smith, Hayes) — 4 min 7 s Holden (Vesey) — 5 min 13 s - McDonagh (Grabner, Fast) — 37 min 49 s Vesey (Skjei, Stepan) — 52 min 48 s - | Arbitrage : Steve Kozari Kelly Sutherland Juges de lignes : Matt MacPherson Pierre Racicot |
| Anderson         | Gardiens | Lundqvist                           | | Arbitrage : Steve Kozari Kelly Sutherland Juges de lignes : Matt MacPherson Pierre Racicot |
| 20 min           | Pénalités | 10 min                              | | Arbitrage : Steve Kozari Kelly Sutherland Juges de lignes : Matt MacPherson Pierre Racicot |
| 37               | Tirs | 33                                  | | Arbitrage : Steve Kozari Kelly Sutherland Juges de lignes : Matt MacPherson Pierre Racicot |

| 9 mai | New York | 2-4 (0-2, 1-1, 1-1) | Ottawa | Madison Square Garden 18 006 spectateurs |

| Feuille de match | Feuille de match                                                                          | Feuille de match        | Feuille de match | Feuille de match                                                                |
| ---------------- | ----------------------------------------------------------------------------------------- | ----------------------- | --- | ------------------------------------------------------------------------------- |
|                  | - Zibanejad (Zuccarello, Holden) — 33 min 32 s - Kreider (Zibanejad, Smith) — 40 min 53 s | 0-1 0-2 1-2 1-3 2-3 2-4 | Hoffman (Karlsson, McArthur) — 4 min 27 s Stone (McArthur, Wideman) — 14 min 44 s - Karlsson (Ryan, Anderson) — 35 min 53 s - Pageau (Stone) — 59 min 53 s (CV) | Arbitrage : Brad Meier Brad Watson Juges de lignes : Scott Cherrey Brian Murphy |
| Lunqvist         | Gardiens                                                                                  | Anderson                | | Arbitrage : Brad Meier Brad Watson Juges de lignes : Scott Cherrey Brian Murphy |
| 4 min            | Pénalités                                                                                 | 8 min                   | | Arbitrage : Brad Meier Brad Watson Juges de lignes : Scott Cherrey Brian Murphy |
| 39               | Tirs                                                                                      | 26                      | | Arbitrage : Brad Meier Brad Watson Juges de lignes : Scott Cherrey Brian Murphy |

#### Washington contre Pittsburgh
C'est la dixième confrontation en séries entre ces deux équipes et la deuxième consécutive au deuxième tour. Pittsburgh a remporté huit des neufs séries précédentes, y compris la confrontation de 2016 qu'ils ont gagné en six matchs. Les deux équipes se sont partagé les victoires lors des quatre matchs de la saison régulière.
| 27 avril | Washington | 2-3 (0-0, 1-2, 1-1) | Pittsburgh | Verizon Center 18 506 spectateurs |

| Feuille de match | Feuille de match                                                               | Feuille de match    | Feuille de match | Feuille de match                                                                     |
| ---------------- | ------------------------------------------------------------------------------ | ------------------- | --- | ------------------------------------------------------------------------------------ |
|                  | - Ovetchkine (Eller, Oshie) — 38 min 17 s Kouznetsov (Niskanen) — 48 min 5 s - | 0-1 0-2 1-2 2-2 2-3 | Crosby (Guentzel, Hörnqvist) — 20 min 12 s Crosby (Hörnqvist, Määttä) — 21 min 4 s - Bonino (Wilson, Cole) — 52 min 36 s | Arbitrage : Kevin Pollock Dan O'Halloran Juges de lignes : Brad Kovachik Shane Heyer |
| Holtby           | Gardiens                                                                       | Fleury              | | Arbitrage : Kevin Pollock Dan O'Halloran Juges de lignes : Brad Kovachik Shane Heyer |
| 6 min            | Pénalités                                                                      | 2 min               | | Arbitrage : Kevin Pollock Dan O'Halloran Juges de lignes : Brad Kovachik Shane Heyer |
| 35               | Tirs                                                                           | 21                  | | Arbitrage : Kevin Pollock Dan O'Halloran Juges de lignes : Brad Kovachik Shane Heyer |

| 29 avril | Washington | 2-6 (0-0, 1-3, 1-3) | Pittsburgh | Verizon Center 18 506 spectateurs |

| Feuille de match                       | Feuille de match                                                                                       | Feuille de match                | Feuille de match | Feuille de match                                                                 |
| -------------------------------------- | --- | ------------------------------- | --- | -------------------------------------------------------------------------------- |
|                                        | - Niskanen (Ovetchkine, Bäckström) — 22 min 9 s (SN) - Bäckström (Ovetchkine, Oshie) — 43 min 44 s - - | 0-1 1-1 1-2 1-3 1-4 2-4 2-5 2-6 | Cullen — 21 min 15 s (IN) - Kessel (Crosby, Guentzel) — 33 min 4 s Guentzel (Crosby) — 36 min 14 s Kessel (Schultz, Malkine) — 42 min 19 s (SN) - Malkine (Cole, Kessel) — 45 min 31 s Guentzel (Cullen, Maatta) — 59 min 17 s (CV) | Arbitrage : Dan O'Rourke Jean Hebert Juges de lignes : Derek Amell Bryan Pancich |
| Holtby (40 min) Grubauer (18 min 34 s) | Gardiens                                                                                               | Fleury                          | | Arbitrage : Dan O'Rourke Jean Hebert Juges de lignes : Derek Amell Bryan Pancich |
| 16 min                                 | Pénalités                                                                                              | 10 min                          | | Arbitrage : Dan O'Rourke Jean Hebert Juges de lignes : Derek Amell Bryan Pancich |
| 36                                     | Tirs                                                                                                   | 24                              | | Arbitrage : Dan O'Rourke Jean Hebert Juges de lignes : Derek Amell Bryan Pancich |

| 1er mai | Pittsburgh | 2-3 (pr) (0-1, 0-0, 2-1, 0-1) | Washington | PPG Paints Arena 18 625 spectateurs |

| Feuille de match | Feuille de match                                                                   | Feuille de match    | Feuille de match | Feuille de match                                                                    |
| ---------------- | ---------------------------------------------------------------------------------- | ------------------- | --- | ----------------------------------------------------------------------------------- |
|                  | - Malkine (Kessel, Schultz) — 58 min 7 s Schultz (Malkine, Kunitz) — 58 min 55 s - | 0-1 0-2 1-2 2-2 2-3 | Bäckström (Ovetchkine, Williams) — 13 min 5 s (SN) Kouznetsov (Johansson, Williams) — 49 min 46 s - Shattenkirk (Bäckström, Kouznetsov) — 63 min 13 s | Arbitrage : Brad Meier Brad Watson Juges de lignes : Pierre Racicot Matt MacPherson |
| Fleury           | Gardiens                                                                           | Holtby              | | Arbitrage : Brad Meier Brad Watson Juges de lignes : Pierre Racicot Matt MacPherson |
| 14 min           | Pénalités                                                                          | 23 min              | | Arbitrage : Brad Meier Brad Watson Juges de lignes : Pierre Racicot Matt MacPherson |
| 30               | Tirs                                                                               | 33                  | | Arbitrage : Brad Meier Brad Watson Juges de lignes : Pierre Racicot Matt MacPherson |

| 3 mai | Pittsburgh | 3-2 (1-0, 2-2, 0-0) | Washington | PPG Paints Arena 18 617 spectateurs |

| Feuille de match | Feuille de match                                                                                                | Feuille de match    | Feuille de match                                                                              | Feuille de match                                                                        |
| ---------------- | --- | ------------------- | --------------------------------------------------------------------------------------------- | --------------------------------------------------------------------------------------- |
|                  | Hornqvist (Maatta, Cullen) — 4 min 39 s Guentzel — 23 min 51 s - Schultz (Malkine, Guentzel) — 31 min 24 s (SN) | 1-0 2-0 2-1 2-2 3-2 | - Kouznetsov (Williams, Johansson) — 27 min 21 s Schmidt (Oshie, Shattenkirk) — 28 min 33 s - | Arbitrage : Kelly Sutherland Steve Kozari Juges de lignes : Michel Cormier Steve Miller |
| Fleury           | Gardiens | Holtby              |                                                                                               | Arbitrage : Kelly Sutherland Steve Kozari Juges de lignes : Michel Cormier Steve Miller |
| 12 min           | Pénalités | 14 min              |                                                                                               | Arbitrage : Kelly Sutherland Steve Kozari Juges de lignes : Michel Cormier Steve Miller |
| 18               | Tirs | 38                  |                                                                                               | Arbitrage : Kelly Sutherland Steve Kozari Juges de lignes : Michel Cormier Steve Miller |

| 6 mai | Washington | 4-2 (1-1, 0-1, 3-0) | Pittsburgh | Verizon Center 18 506 spectateurs |

| Feuille de match | Feuille de match | Feuille de match        | Feuille de match                                                                        | Feuille de match                                                                     |
| ---------------- | --- | ----------------------- | --------------------------------------------------------------------------------------- | ------------------------------------------------------------------------------------ |
|                  | - Burakovsky (Shattenkirk, Eller) — 19 min 30 s - Bäckström (Burakovsky) — 42 min 49 s Kouznetsov (Johansson, Carlson) — 47 min 20 s Ovetchkine (Eller, Schmidt) — 47 min 47 s | 0-1 1-1 1-2 2-2 3-2 4-2 | Hagelin (Bonino, Hainsey) — 10 min 24 s - Kessel (Malkine, Crosby) — 24 min 20 s (SN) - | Arbitrage : Francis Charron Wes McCauley Juges de lignes : Steve Barton Jonny Murray |
| Holtby           | Gardiens | Fleury                  |                                                                                         | Arbitrage : Francis Charron Wes McCauley Juges de lignes : Steve Barton Jonny Murray |
| 4 min            | Pénalités | 6 min                   |                                                                                         | Arbitrage : Francis Charron Wes McCauley Juges de lignes : Steve Barton Jonny Murray |
| 32               | Tirs | 22                      |                                                                                         | Arbitrage : Francis Charron Wes McCauley Juges de lignes : Steve Barton Jonny Murray |

| 8 mai | Pittsburgh | 2-5 (0-1, 0-1, 2-3) | Washington | PPG Paints Arena 18 594 spectateurs |

| Feuille de match | Feuille de match                                                          | Feuille de match            | Feuille de match | Feuille de match                                                                           |
| ---------------- | ------------------------------------------------------------------------- | --------------------------- | --- | ------------------------------------------------------------------------------------------ |
|                  | - Guentzel (Crosby) — 56 min 38 s Malkin (Sheary, Dumoulin) — 57 min 30 s | 0-1 0-2 0-3 0-4 0-5 1-5 2-5 | Oshie (Kuznetsov, Backstrom) — 12 min 41 s (SN) Burakovsky — 26 min 36 s Backstrom (Oshie, Orlov) — 40 min 16 s Carlson (Niskanen, Kuznetsov) — 51 min 17 s (SN) Burakovsky — 52 min 29 s - | Arbitrage : Chris Rooney Francois St-Laurent Juges de lignes : Michel Cormier Steve Miller |
| Fleury           | Gardiens                                                                  | Holtby                      | | Arbitrage : Chris Rooney Francois St-Laurent Juges de lignes : Michel Cormier Steve Miller |
| 10 min           | Pénalités                                                                 | 8 min                       | | Arbitrage : Chris Rooney Francois St-Laurent Juges de lignes : Michel Cormier Steve Miller |
| 18               | Tirs                                                                      | 26                          | | Arbitrage : Chris Rooney Francois St-Laurent Juges de lignes : Michel Cormier Steve Miller |

| 10 mai | Washington | 0-2 (0-0, 0-1, 0-1) | Pittsburgh | Verizon Center 18 506 spectateurs |

| Feuille de match | Feuille de match | Feuille de match | Feuille de match                                                        | Feuille de match                                                                     |
| ---------------- | ---------------- | ---------------- | ----------------------------------------------------------------------- | ------------------------------------------------------------------------------------ |
|                  | -                | 0-1 0-2          | Rust (Guentzel, Crosby) — 28 min 49 s Hornqvist (Schultz) — 44 min 14 s | Arbitrage : Dan O'Halloran Kevin Pollock Juges de lignes : Brad Kovachik Shane Heyer |
| Holtby           | Gardiens         | Fleury           |                                                                         | Arbitrage : Dan O'Halloran Kevin Pollock Juges de lignes : Brad Kovachik Shane Heyer |
| 9 min            | Pénalités        | 9 min            |                                                                         | Arbitrage : Dan O'Halloran Kevin Pollock Juges de lignes : Brad Kovachik Shane Heyer |
| 29               | Tirs             | 28               |                                                                         | Arbitrage : Dan O'Halloran Kevin Pollock Juges de lignes : Brad Kovachik Shane Heyer |

#### Saint-Louis contre Nashville
C'était la première rencontre en séries éliminatoires entre ces deux équipes. Nashville a remporté trois des cinq parties de la saison régulière.
| 26 avril | Saint-Louis | 3-4 (0-1, 1-2, 2-1) | Nashville | Scottrade Center 19 154 spectateurs |

| Feuille de match | Feuille de match | Feuille de match            | Feuille de match | Feuille de match                                                                        |
| ---------------- | --- | --------------------------- | --- | --------------------------------------------------------------------------------------- |
|                  | - Parayko (Edmundson, Brodziak) — 28 min 4 s - Schwartz (Stastny, Edmundson) — 46 min 48 s Sobotka (Pääjärvi Svensson) — 49 min 22 s - | 0-1 0-2 1-2 1-3 2-3 3-3 3-4 | Wilson (Subban, Ellis) — 11 min 24 s (SN) Subban (Johansen) — 22 min 22 s - Forsberg (Subban, Josi) — 32 min 11 s (SN) - Fiddler (Watson) — 54 min 55 s | Arbitrage : Chris Rooney Francois StLaurent Juges de lignes : Jonny Murray Steve Barton |
| Allen            | Gardiens | Rinne                       | | Arbitrage : Chris Rooney Francois StLaurent Juges de lignes : Jonny Murray Steve Barton |
| 8 min            | Pénalités | 4 min                       | | Arbitrage : Chris Rooney Francois StLaurent Juges de lignes : Jonny Murray Steve Barton |
| 30               | Tirs | 32                          | | Arbitrage : Chris Rooney Francois StLaurent Juges de lignes : Jonny Murray Steve Barton |

| 28 avril | Saint-Louis | 3-2 (1-1, 0-0, 2-1) | Nashville | Scottrade Center 19 506 spectateurs |

| Feuille de match | Feuille de match | Feuille de match    | Feuille de match                                          | Feuille de match                                                                           |
| ---------------- | --- | ------------------- | --------------------------------------------------------- | ------------------------------------------------------------------------------------------ |
|                  | - Tarassenko (Pietrangelo, Steen) — 19 min 40 s - Lehterä (Berglund, Parayko) — 47 min 39 s Tarassenko (Edmundson, Schwartz) — 56 min 9 s | 0-1 1-1 1-2 2-2 3-2 | Neal (Sissons, Ellis) — 7 min 49 s - Ellis — 43 min 7 s - | Arbitrage : Kelly Sutherland Steve Kozari Juges de lignes : Pierre Racicot Matt MacPherson |
| Allen            | Gardiens | Rinne               |                                                           | Arbitrage : Kelly Sutherland Steve Kozari Juges de lignes : Pierre Racicot Matt MacPherson |
| 2 min            | Pénalités | 23 min              |                                                           | Arbitrage : Kelly Sutherland Steve Kozari Juges de lignes : Pierre Racicot Matt MacPherson |
| 20               | Tirs | 24                  |                                                           | Arbitrage : Kelly Sutherland Steve Kozari Juges de lignes : Pierre Racicot Matt MacPherson |

| 30 avril | Nashville | 3-1 (1-0, 1-1, 1-0) | Saint-Louis | Bridgestone Arena 17 220 spectateurs |

| Feuille de match | Feuille de match | Feuille de match | Feuille de match                               | Feuille de match                                                                      |
| ---------------- | --- | ---------------- | ---------------------------------------------- | ------------------------------------------------------------------------------------- |
|                  | Ellis (Forsberg, Subban) — 10 min 34 s McLeod (Sissons, Ekholm) — 22 min 29 s - Josi (Sissons, Zolnierczyk) — 54 min 11 s | 1-0 2-0 2-1 3-1  | - Steen (Pietrangelo, Sobotka) — 32 min 59 s - | Arbitrage : Francis Charron Wes McCauley Juges de lignes : Brian Murphy Scott Cherrey |
| Rinne            | Gardiens | Allen            |                                                | Arbitrage : Francis Charron Wes McCauley Juges de lignes : Brian Murphy Scott Cherrey |
| 8 min            | Pénalités | 12 min           |                                                | Arbitrage : Francis Charron Wes McCauley Juges de lignes : Brian Murphy Scott Cherrey |
| 34               | Tirs | 23               |                                                | Arbitrage : Francis Charron Wes McCauley Juges de lignes : Brian Murphy Scott Cherrey |

| 2 mai | Nashville | 2-1 (0-0, 0-0, 2-1) | Saint-Louis | Bridgestone Arena 17 273 spectateurs |

| Feuille de match | Feuille de match                                     | Feuille de match | Feuille de match                           | Feuille de match                                                                 |
| ---------------- | ---------------------------------------------------- | ---------------- | ------------------------------------------ | -------------------------------------------------------------------------------- |
|                  | Ellis (Wilson) — 45 min 9 s (SN) Neal — 53 min 3 s - | 1-0 2-0 2-1      | - Edmundson (Steen, Lehterä) — 56 min 11 s | Arbitrage : Dan O'Rourke Jean Hebert Juges de lignes : Derek Amell Bryan Pancich |
| Rinne            | Gardiens                                             | Allen            |                                            | Arbitrage : Dan O'Rourke Jean Hebert Juges de lignes : Derek Amell Bryan Pancich |
| 10 min           | Pénalités                                            | 14 min           |                                            | Arbitrage : Dan O'Rourke Jean Hebert Juges de lignes : Derek Amell Bryan Pancich |
| 25               | Tirs                                                 | 33               |                                            | Arbitrage : Dan O'Rourke Jean Hebert Juges de lignes : Derek Amell Bryan Pancich |

| 5 mai | Saint-Louis | 2-1 (0-0, 1-1, 1-0) | Nashville | Scottrade Center 19 168 spectateurs |

| Feuille de match | Feuille de match                                                               | Feuille de match | Feuille de match                           | Feuille de match                                                                 |
| ---------------- | ------------------------------------------------------------------------------ | ---------------- | ------------------------------------------ | -------------------------------------------------------------------------------- |
|                  | Jaškin (Pietrangelo, Sobotka) — 25 min 43 s - Schwartz (Parayko) — 40 min 25 s | 1-0 1-1 2-1      | - Neal (Subban, Josi) — 33 min 50 s (SN) - | Arbitrage : Brad Meier Brad Watson Juges de lignes : Michel Cormier Steve Miller |
| Allen            | Gardiens                                                                       | Rinne            |                                            | Arbitrage : Brad Meier Brad Watson Juges de lignes : Michel Cormier Steve Miller |
| 6 min            | Pénalités                                                                      | 10 min           |                                            | Arbitrage : Brad Meier Brad Watson Juges de lignes : Michel Cormier Steve Miller |
| 32               | Tirs                                                                           | 22               |                                            | Arbitrage : Brad Meier Brad Watson Juges de lignes : Michel Cormier Steve Miller |

| 7 mai | Nashville | 3-1 (0-1, 1-0, 2-0) | Saint-Louis | Bridgestone Arena 17 240 spectateurs |

| Feuille de match | Feuille de match | Feuille de match | Feuille de match                             | Feuille de match                                                                     |
| ---------------- | --- | ---------------- | -------------------------------------------- | ------------------------------------------------------------------------------------ |
|                  | - Josi (Ekholm, Johansen) — 20 min 35 s Johansen (Arvidsson, Forsberg) — 43 min 15 s Jarnkrok (Josi, Rinne) — 59 min (CV) | 0-1 1-1 2-1 3-1  | Stastny (Tarassenko, Schwartz) — 2 min 4 s - | Arbitrage : Dan O'Halloran Kevin Pollock Juges de lignes : Brad Kovachik Shane Heyer |
| Rinne            | Gardiens | Allen            |                                              | Arbitrage : Dan O'Halloran Kevin Pollock Juges de lignes : Brad Kovachik Shane Heyer |
| 2 min            | Pénalités | 8 min            |                                              | Arbitrage : Dan O'Halloran Kevin Pollock Juges de lignes : Brad Kovachik Shane Heyer |
| 18               | Tirs | 24               |                                              | Arbitrage : Dan O'Halloran Kevin Pollock Juges de lignes : Brad Kovachik Shane Heyer |

#### Anaheim contre Edmonton
C'est la deuxième confrontation en séries éliminatoires entre ces deux rivaux de la division Pacifique. Leur unique duel précédent a eu lieu lors de la finale d'association de l'Ouest en 2006, qu'Edmonton a remporté en cinq matchs. Edmonton a remporté trois des cinq matchs entre les deux formations durant la saison régulière.
| 26 avril | Anaheim | 3-5 (0-0, 1-1, 2-4) | Edmonton | Honda Center 17 174 spectateurs |

| Feuille de match | Feuille de match | Feuille de match                | Feuille de match | Feuille de match                                                                    |
| ---------------- | --- | ------------------------------- | --- | ----------------------------------------------------------------------------------- |
|                  | Getzlaf (Fowler, Kesler) — 20 min 37 s (SN) - Eaves (Getzlaf, Montour) — 49 min 22 s Silfverberg (Cogliano, Kesler) — 50 min 47 s - | 1-0 1-1 1-2 1-3 2-3 3-3 3-4 3-5 | - Letestu (Nugent-Hopkins, Draisaitl) — 26 min 22 s (SN) Letestu (Draisaitl, McDavid) — 46 min 23 s (SN) Larsson (Draisaitl, Maroon) — 48 min 3 s - Larsson (Klefbom, Maroon) — 55 min 20 s Draisaitl (Lucic, Larsson) — 58 min 55 s (CV) | Arbitrage : Brad Meier Brad Watson Juges de lignes : Pierre Racicot Matt MacPherson |
| Gibson           | Gardiens | Talbot                          | | Arbitrage : Brad Meier Brad Watson Juges de lignes : Pierre Racicot Matt MacPherson |
| 16 min           | Pénalités | 12 min                          | | Arbitrage : Brad Meier Brad Watson Juges de lignes : Pierre Racicot Matt MacPherson |
| 36               | Tirs | 32                              | | Arbitrage : Brad Meier Brad Watson Juges de lignes : Pierre Racicot Matt MacPherson |

| 28 avril | Anaheim | 1-2 (0-1, 1-1, 0-0) | Edmonton | Honda Center 17 174 spectateurs |

| Feuille de match | Feuille de match                             | Feuille de match | Feuille de match                                                  | Feuille de match                                                                     |
| ---------------- | -------------------------------------------- | ---------------- | ----------------------------------------------------------------- | ------------------------------------------------------------------------------------ |
|                  | - Silfverberg (Fowler, Kesler) — 15 min 34 s | 0-1 0-2 1-2      | Sekera — 1 min 5 s Maroon (Eberle, Nugent-Hopkins) — 6 min 41 s - | Arbitrage : Francis Charron Wes McCauley Juges de lignes : Jonny Murray Steve Barton |
| Gibson           | Gardiens                                     | Talbot           |                                                                   | Arbitrage : Francis Charron Wes McCauley Juges de lignes : Jonny Murray Steve Barton |
| 8 min            | Pénalités                                    | 8 min            |                                                                   | Arbitrage : Francis Charron Wes McCauley Juges de lignes : Jonny Murray Steve Barton |
| 40               | Tirs                                         | 23               |                                                                   | Arbitrage : Francis Charron Wes McCauley Juges de lignes : Jonny Murray Steve Barton |

| 30 avril | Edmonton | 3-6 (1-3, 2-1, 0-2) | Anaheim | Rogers Place 18 347 spectateurs |

| Feuille de match | Feuille de match                                                                                                 | Feuille de match                    | Feuille de match | Feuille de match                                                                        |
| ---------------- | --- | ----------------------------------- | --- | --------------------------------------------------------------------------------------- |
|                  | - Maroon (Russell, Draisaitl) — 19 min 20 s Slepychev (Desharnais, Russel) — 21 min 28 s McDavid — 28 min 40 s - | 0-1 0-2 0-3 1-3 2-3 3-3 3-4 3-5 3-6 | Rakell (Getzlaf, Montour) — 25 s Silfverberg (Lindholm) — 5 min 33 s Getzlaf — 11 min 51 s - Wagner (Manson, Theodore) — 29 min 28 s Silfverberg (Manson, Theodore) — 44 min 56 s Kesler (Silfverberg) — 50 min 36 s | Arbitrage : Steve Kozari Kelly Sutherland Juges de lignes : Michel Cormier Steve Miller |
| Talbot           | Gardiens | Gibson                              | | Arbitrage : Steve Kozari Kelly Sutherland Juges de lignes : Michel Cormier Steve Miller |
| 10 min           | Pénalités | 8 min                               | | Arbitrage : Steve Kozari Kelly Sutherland Juges de lignes : Michel Cormier Steve Miller |
| 27               | Tirs | 28                                  | | Arbitrage : Steve Kozari Kelly Sutherland Juges de lignes : Michel Cormier Steve Miller |

| 3 mai | Edmonton | 3-4 (pr) (2-0, 0-3, 1-0, 0-1) | Anaheim | Rogers Place 18 347 spectateurs |

| Feuille de match | Feuille de match | Feuille de match            | Feuille de match | Feuille de match                                                                      |
| ---------------- | --- | --------------------------- | --- | ------------------------------------------------------------------------------------- |
|                  | Lucic (Draisaitl, Letestu) — 15 min 38 s (SN) McDavid (Draisaitl, Maroon) — 17 min 43 s - Caggiula (Nugent-Hopkins, Maroon) — 58 min 18 s - | 1-0 2-0 2-1 2-2 2-3 3-3 3-4 | - Getzlaf (Montour) — 21 min 37 s Rakell (Getzlaf, Perry) — 25 min 33 s Getzlaf — 34 min 25 s - Silfverberg (Getzlaf) — 60 min 45 s | Arbitrage : Kevin Pollock Dan O'Halloran Juges de lignes : Scott Cherrey Brian Murphy |
| Talbot           | Gardiens | Gibson                      | | Arbitrage : Kevin Pollock Dan O'Halloran Juges de lignes : Scott Cherrey Brian Murphy |
| 8 min            | Pénalités | 6 min                       | | Arbitrage : Kevin Pollock Dan O'Halloran Juges de lignes : Scott Cherrey Brian Murphy |
| 32               | Tirs | 39                          | | Arbitrage : Kevin Pollock Dan O'Halloran Juges de lignes : Scott Cherrey Brian Murphy |

| 5 mai | Anaheim | 4-3 (2 pr) (0-0, 0-3, 3-0, 0-0, 1-0) | Edmonton | Honda Center 17 358 spectateurs |

| Feuille de match | Feuille de match | Feuille de match            | Feuille de match | Feuille de match                                                                         |
| ---------------- | --- | --------------------------- | --- | ---------------------------------------------------------------------------------------- |
|                  | - Getzlaf (Silfverberg, Larsson) — 56 min 44 s Fowler (Silfverberg, Perry) — 57 min 19 s Rakell (Perry, Fowler) — 59 min 45 s Perry (Getzlaf) — 86 min 57 s | 0-1 0-2 0-3 1-3 2-3 3-3 4-3 | Draisaitl (Klefbom, Larsson) — 20 min 15 s McDavid (Letestu, Nugent-Hopkins) — 22 min 55 s (SN) Caggiula (McDavid, Russel) — 32 min 28 s - | Arbitrage : Chris Rooney Francois StLaurent Juges de lignes : Scott Cherrey Brian Murphy |
| Gibson           | Gardiens | Talbot                      | | Arbitrage : Chris Rooney Francois StLaurent Juges de lignes : Scott Cherrey Brian Murphy |
| 23 min           | Pénalités | 25 min                      | | Arbitrage : Chris Rooney Francois StLaurent Juges de lignes : Scott Cherrey Brian Murphy |
| 64               | Tirs | 38                          | | Arbitrage : Chris Rooney Francois StLaurent Juges de lignes : Scott Cherrey Brian Murphy |

| 7 mai | Edmonton | 7-1 (5-0, 2-1, 0-0) | Anaheim | Rogers Place 18 347 spectateurs |

| Feuille de match | Feuille de match | Feuille de match                          | Feuille de match                         | Feuille de match                                                                 |
| ---------------- | --- | ----------------------------------------- | ---------------------------------------- | -------------------------------------------------------------------------------- |
|                  | Draisaitl (Larsson) — 2 min 45 s Draisaitl (Lucic, Nurse) — 7 min 22 s Kassian (Letestu, Reinhart) — 8 min 25 s Letestu (Russel, Desharnais) — 11 min 39 s Letestu (Benning, Draisaitl) — 18 min 49 s (SN) Slepychev (Maroon, Draisaitl) — 20 min 45 s - Draisaitl (Lucic, Letestu) — 35 min 27 s (SN) | 1-0 2-0 3-0 4-0 5-0 6-0 6-1 7-1           | - Rakell (Perry, Fowler) — 28 min 56 s - | Arbitrage : Jean Hebert Dan O'Rourke Juges de lignes : Derek Amell Bryan Pancich |
| Talbot           | Gardiens | Gibson (8 min 25 s) Bernier (51 min 35 s) |                                          | Arbitrage : Jean Hebert Dan O'Rourke Juges de lignes : Derek Amell Bryan Pancich |
| 33 min           | Pénalités | 51 min                                    |                                          | Arbitrage : Jean Hebert Dan O'Rourke Juges de lignes : Derek Amell Bryan Pancich |
| 35               | Tirs | 35                                        |                                          | Arbitrage : Jean Hebert Dan O'Rourke Juges de lignes : Derek Amell Bryan Pancich |

| 10 mai | Anaheim | 2-1 (0-1, 1-1, 2-1) | Edmonton | Honda Center 17 407 spectateurs |

| Feuille de match | Feuille de match                                                                  | Feuille de match | Feuille de match        | Feuille de match                                                                           |
| ---------------- | --------------------------------------------------------------------------------- | ---------------- | ----------------------- | ------------------------------------------------------------------------------------------ |
|                  | - Cogliano (Kesler, Montour) — 28 min 55 s Ritchie (Vatanen, Perry) — 43 min 21 s | 0-1 1-1 2-1      | Caggiula — 3 min 31 s - | Arbitrage : Wes McCauley Kelly Sutherland Juges de lignes : Matt MacPherson Pierre Racicot |
| Gibson           | Gardiens                                                                          | Talbot           |                         | Arbitrage : Wes McCauley Kelly Sutherland Juges de lignes : Matt MacPherson Pierre Racicot |
| 2 min            | Pénalités                                                                         | 2 min            |                         | Arbitrage : Wes McCauley Kelly Sutherland Juges de lignes : Matt MacPherson Pierre Racicot |
| 30               | Tirs                                                                              | 24               |                         | Arbitrage : Wes McCauley Kelly Sutherland Juges de lignes : Matt MacPherson Pierre Racicot |

### Finales d'association

#### Pittsburgh contre Ottawa
C'est la cinquième confrontation en séries éliminatoires entre les deux équipes, Pittsburgh ayant remporté trois des quatre séries précédentes. Ils se sont affrontés la dernière fois en 2013 en demi-finale d'association, que Pittsburgh a remporté en cinq parties. C'est la deuxième finale d'association consécutive pour les Penguins qui ont battu en 2016 le Lightning de Tampa Bay en sept matchs. La dernière présence d'Ottawa en finale d'association remonte à 2007, année où ils avaient vaincu Buffalo en cinq matchs. Ottawa a remporté deux des trois matchs entre les deux formations lors de la saison régulière.
| 13 mai | Pittsburgh | 1-2 (pr) (0-1, 0-0, 1-0, 0-1) | Ottawa | PPG Paints Arena 18 614 spectateurs |

| Feuille de match | Feuille de match                           | Feuille de match | Feuille de match                                                 | Feuille de match                                                                 |
| ---------------- | ------------------------------------------ | ---------------- | ---------------------------------------------------------------- | -------------------------------------------------------------------------------- |
|                  | - Malkin (Kunitz, Hainsey) — 54 min 24 s - | 0-1 1-1 1-2      | Pageau (Ryan) — 14 min 32 s - Ryan (Pageau, Stone) — 64 min 59 s | Arbitrage : Wes McCauley Brad Meier Juges de lignes : Scott Cherrey Brian Murphy |
| Fleury           | Gardiens                                   | Anderson         |                                                                  | Arbitrage : Wes McCauley Brad Meier Juges de lignes : Scott Cherrey Brian Murphy |
| 4 min            | Pénalités                                  | 10 min           |                                                                  | Arbitrage : Wes McCauley Brad Meier Juges de lignes : Scott Cherrey Brian Murphy |
| 28               | Tirs                                       | 35               |                                                                  | Arbitrage : Wes McCauley Brad Meier Juges de lignes : Scott Cherrey Brian Murphy |

| 15 mai | Pittsburgh | 1-0 (0-0, 0-0, 1-0) | Ottawa | PPG Paints Arena 18 610 spectateurs |

| Feuille de match | Feuille de match                     | Feuille de match | Feuille de match | Feuille de match                                                                           |
| ---------------- | ------------------------------------ | ---------------- | ---------------- | ------------------------------------------------------------------------------------------ |
|                  | Kessel (Malkin, Maatta) — 53 min 5 s | 1-0              | -                | Arbitrage : Chris Rooney Kelly Sutherland Juges de lignes : Matt MacPherson Pierre Racicot |
| Fleury           | Gardiens                             | Anderson         |                  | Arbitrage : Chris Rooney Kelly Sutherland Juges de lignes : Matt MacPherson Pierre Racicot |
| 20 min           | Pénalités                            | 20 min           |                  | Arbitrage : Chris Rooney Kelly Sutherland Juges de lignes : Matt MacPherson Pierre Racicot |
| 29               | Tirs                                 | 23               |                  | Arbitrage : Chris Rooney Kelly Sutherland Juges de lignes : Matt MacPherson Pierre Racicot |

| 17 mai | Ottawa | 5-1 (4-0, 1-0, 0-1) | Pittsburgh | Centre Canadian Tire 18 615 spectateurs |

| Feuille de match | Feuille de match | Feuille de match                          | Feuille de match                            | Feuille de match                                                                |
| ---------------- | --- | ----------------------------------------- | ------------------------------------------- | ------------------------------------------------------------------------------- |
|                  | Hoffman (Turris, Burrows) — 48 s Methot (Ryan, Brassard) — 10 min 34 s Brassard (MacArthur, Ryan) — 12 min 28 s Smith (Methot, Karlsson) — 12 min 52 s Turris (Hoffman, Claesson) — 38 min 18 s - | 1-0 2-0 3-0 4-0 5-0 5-1                   | - Crosby (Kessel, Streit) — 46 min 7 s (SN) | Arbitrage : Jean Hebert Dan O'Rourke Juges de lignes : Derek Amell Jonny Murray |
| Anderson         | Gardiens | Fleury (12 min 52 s) Murray (46 min 57 s) |                                             | Arbitrage : Jean Hebert Dan O'Rourke Juges de lignes : Derek Amell Jonny Murray |
| 12 min           | Pénalités | 22 min                                    |                                             | Arbitrage : Jean Hebert Dan O'Rourke Juges de lignes : Derek Amell Jonny Murray |
| 29               | Tirs | 26                                        |                                             | Arbitrage : Jean Hebert Dan O'Rourke Juges de lignes : Derek Amell Jonny Murray |

| 19 mai | Ottawa | 2-3 (0-1, 1-2, 1-0) | Pittsburgh | Centre Canadian Tire 19 145 spectateurs |

| Feuille de match | Feuille de match                                                         | Feuille de match    | Feuille de match | Feuille de match                                                                     |
| ---------------- | ------------------------------------------------------------------------ | ------------------- | --- | ------------------------------------------------------------------------------------ |
|                  | - MacArthur (Ryan) — 38 min 22 s Pyatt (Hoffman, Karlsson) — 54 min 59 s | 0-1 0-2 0-3 1-3 2-3 | Maatta (Crosby, Guentzel) — 19 min 14 s Crosby (Guentzel, Kessel) — 27 min 41 s (SN) Dumoulin (Cole, Wilson) — 31 min 30 s - | Arbitrage : Kevin Pollock Dan O'Halloran Juges de lignes : Brad Kovachik Shane Heyer |
| Anderson         | Gardiens                                                                 | Murray              | | Arbitrage : Kevin Pollock Dan O'Halloran Juges de lignes : Brad Kovachik Shane Heyer |
| 4 min            | Pénalités                                                                | 8 min               | | Arbitrage : Kevin Pollock Dan O'Halloran Juges de lignes : Brad Kovachik Shane Heyer |
| 26               | Tirs                                                                     | 35                  | | Arbitrage : Kevin Pollock Dan O'Halloran Juges de lignes : Brad Kovachik Shane Heyer |

| 21 mai | Pittsburgh | 7-0 (4-0, 1-0, 2-0) | Ottawa | PPG Paints Arena 18 635 spectateurs |

| Feuille de match | Feuille de match | Feuille de match                            | Feuille de match | Feuille de match                                                                 |
| ---------------- | --- | ------------------------------------------- | ---------------- | -------------------------------------------------------------------------------- |
|                  | Maatta (Rust) — 8 min 14 s Crosby (Daley, Malkin) — 12 min 3 s (SN) Rust (Bonino, Rowney) — 16 min 4 s Wilson (Rowney, Bonino) — 18 min 17 s Cullen (Streit, Rowney) — 21 min 54 s Kessel (Crosby, Malkin) — 40 min 50 s (SN) Daley (Kessel, Malkin) — 48 min 49 s (SN) | 1-0 2-0 3-0 4-0 5-0 6-0 7-0                 | -                | Arbitrage : Wes McCauley Brad Meier Juges de lignes : Scott Cherrey Brian Murphy |
| Murray           | Gardiens | Anderson (18 min 32 s) Condon (41 min 28 s) |                  | Arbitrage : Wes McCauley Brad Meier Juges de lignes : Scott Cherrey Brian Murphy |
| 10 min           | Pénalités | 8 min                                       |                  | Arbitrage : Wes McCauley Brad Meier Juges de lignes : Scott Cherrey Brian Murphy |
| 36               | Tirs | 25                                          |                  | Arbitrage : Wes McCauley Brad Meier Juges de lignes : Scott Cherrey Brian Murphy |

| 23 mai | Ottawa | 2-1 (0-0, 1-1, 1-0) | Pittsburgh | Centre Canadian Tire 18 111 spectateurs |

| Feuille de match | Feuille de match                                                                         | Feuille de match | Feuille de match                      | Feuille de match                                                                           |
| ---------------- | ---------------------------------------------------------------------------------------- | ---------------- | ------------------------------------- | ------------------------------------------------------------------------------------------ |
|                  | - Ryan (Turris, Karlsson) — 33 min 15 s (SN) Hoffman (Claesson, MacArthur) — 41 min 34 s | 0-1 1-1 2-1      | Malkin (Cole, Wilson) — 24 min 51 s - | Arbitrage : Chris Rooney Kelly Sutherland Juges de lignes : Pierre Racicot Matt MacPherson |
| Anderson         | Gardiens                                                                                 | Murray           |                                       | Arbitrage : Chris Rooney Kelly Sutherland Juges de lignes : Pierre Racicot Matt MacPherson |
| 10 min           | Pénalités                                                                                | 10 min           |                                       | Arbitrage : Chris Rooney Kelly Sutherland Juges de lignes : Pierre Racicot Matt MacPherson |
| 30               | Tirs                                                                                     | 46               |                                       | Arbitrage : Chris Rooney Kelly Sutherland Juges de lignes : Pierre Racicot Matt MacPherson |

| 25 mai | Pittsburgh | 3-2 (2 pr) (0-0, 1-1, 1-1, 0-0, 1-0) | Ottawa | PPG Paints Arena 18 604 spectateurs |

| Feuille de match | Feuille de match | Feuille de match    | Feuille de match                                                                      | Feuille de match                                                                     |
| ---------------- | --- | ------------------- | ------------------------------------------------------------------------------------- | ------------------------------------------------------------------------------------ |
|                  | Kunitz (Sheary, Cullen) — 29 min 55 s - Schultz (Kessel, Kunitz) — 51 min 44 s (SN) - Kunitz (Crosby, Schultz) — 85 min 9 s | 1-0 1-1 2-1 2-2 3-2 | - Stone (Karlsson, Pageau) — 30 min 15 s - Dzingel (Karlsson, Turris) — 54 min 41 s - | Arbitrage : Wes McCauley Dan O'Halloran Juges de lignes : Brad Kovachik Brian Murphy |
| Murray           | Gardiens | Anderson            |                                                                                       | Arbitrage : Wes McCauley Dan O'Halloran Juges de lignes : Brad Kovachik Brian Murphy |
| 4 min            | Pénalités | 2 min               |                                                                                       | Arbitrage : Wes McCauley Dan O'Halloran Juges de lignes : Brad Kovachik Brian Murphy |
| 42               | Tirs | 29                  |                                                                                       | Arbitrage : Wes McCauley Dan O'Halloran Juges de lignes : Brad Kovachik Brian Murphy |

#### Anaheim contre Nashville
C'est la troisième confrontation en séries entre les deux équipes et la deuxième consécutive. Nashville a gagné les deux séries précédentes, la dernière au premier tour en 2016 en sept matchs. Anaheim a atteint pour la dernière fois la finale de l'association de l'Ouest en 2015 et s'est incliné en sept matchs face aux Blackhawks de Chicago. C'est la première apparition en finale d'association pour Nashville en 19 ans d'histoire. Anaheim a remporté deux des trois matchs entre les deux formations durant la saison régulière.
| 12 mai | Anaheim | 2-3 (pr) (1-1, 0-1, 1-0, 0-1) | Nashville | Honda Center 17 174 spectateurs |

| Feuille de match | Feuille de match                                               | Feuille de match    | Feuille de match | Feuille de match                                                                |
| ---------------- | -------------------------------------------------------------- | ------------------- | --- | ------------------------------------------------------------------------------- |
|                  | Silfverberg — 5 min 15 s - Lindholm (Thompson) — 47 min 21 s - | 1-0 1-1 1-2 2-2 2-3 | - Forsberg (Irwin, Johansen) — 12 min 34 s Watson (Johansen, Ekholm) — 22 min 42 s - Neal (Subban, Ekholm) — 69 min 24 s | Arbitrage : Jean Hebert Dan O'Rourke Juges de lignes : Derek Amell Jonny Murray |
| Gibson           | Gardiens                                                       | Rinne               | | Arbitrage : Jean Hebert Dan O'Rourke Juges de lignes : Derek Amell Jonny Murray |
| 10 min           | Pénalités                                                      | 8 min               | | Arbitrage : Jean Hebert Dan O'Rourke Juges de lignes : Derek Amell Jonny Murray |
| 29               | Tirs                                                           | 46                  | | Arbitrage : Jean Hebert Dan O'Rourke Juges de lignes : Derek Amell Jonny Murray |

| 14 mai | Anaheim | 5-3 (1-2, 3-1, 1-0) | Nashville | Honda Center 17 174 spectateurs |

| Feuille de match | Feuille de match | Feuille de match                | Feuille de match | Feuille de match                                                                     |
| ---------------- | --- | ------------------------------- | --- | ------------------------------------------------------------------------------------ |
|                  | - Vatanen (Getzlaf, Kesler) — 19 min (SN) Silfverberg (Rakell, Fowler) — 20 min 39 s - Kaše (Theodore, Manson) — 30 min 41 s Ritchie (Getzlaf, Montour) — 37 min 7 s Vermette (Getzlaf, Fowler) — 59 min 16 s (CV) | 0-1 0-2 1-2 2-2 2-3 3-3 4-3 5-3 | Johansen (Ardvisson, Josi) — 4 min 18 s Neal (Johansen, Ekholm) — 8 min 32 s - Forsberg (Arvidsson) — 27 min 59 s - | Arbitrage : Dan O'Halloran Kevin Pollock Juges de lignes : Brad Kovachik Shane Heyer |
| Gibson           | Gardiens | Rinne                           | | Arbitrage : Dan O'Halloran Kevin Pollock Juges de lignes : Brad Kovachik Shane Heyer |
| 6 min            | Pénalités | 4 min                           | | Arbitrage : Dan O'Halloran Kevin Pollock Juges de lignes : Brad Kovachik Shane Heyer |
| 27               | Tirs | 33                              | | Arbitrage : Dan O'Halloran Kevin Pollock Juges de lignes : Brad Kovachik Shane Heyer |

| 16 mai | Nashville | 2-1 (0-0, 0-1, 2-0) | Anaheim | Bridgestone Arena 17 338 spectateurs |

| Feuille de match | Feuille de match                                                             | Feuille de match | Feuille de match                             | Feuille de match                                                                 |
| ---------------- | ---------------------------------------------------------------------------- | ---------------- | -------------------------------------------- | -------------------------------------------------------------------------------- |
|                  | - Forsberg (Ellis) — 43 min 54 s Josi (Arvidsson, Ekholm) — 57 min 17 s (SN) | 0-1 1-1 2-1      | Perry (Rakell, Vatanen) — 35 min 35 s (SN) - | Arbitrage : Brad Meier Wes McCauley Juges de lignes : Scott Cherrey Brian Murphy |
| Rinne            | Gardiens                                                                     | Gibson           |                                              | Arbitrage : Brad Meier Wes McCauley Juges de lignes : Scott Cherrey Brian Murphy |
| 19 min           | Pénalités                                                                    | 13 min           |                                              | Arbitrage : Brad Meier Wes McCauley Juges de lignes : Scott Cherrey Brian Murphy |
| 40               | Tirs                                                                         | 20               |                                              | Arbitrage : Brad Meier Wes McCauley Juges de lignes : Scott Cherrey Brian Murphy |

| 18 mai | Nashville | 2-3 (pr) (0-1, 0-1, 2-0, 0-1) | Anaheim | Bridgestone Arena 17 423 spectateurs |

| Feuille de match | Feuille de match                                                                    | Feuille de match    | Feuille de match                                                                              | Feuille de match                                                                           |
| ---------------- | ----------------------------------------------------------------------------------- | ------------------- | --------------------------------------------------------------------------------------------- | ------------------------------------------------------------------------------------------ |
|                  | - Subban (Wilson, Arvidsson) — 53 min 33 s Forsberg (Arvidsson, Neal) — 59 min 25 s | 0-1 0-2 1-2 2-2 2-3 | Rakell (Fowler) — 11 min 30 s Ritchie (Thompson, Vatanen) — 30 min 22 s - Perry — 70 min 25 s | Arbitrage : Chris Rooney Kelly Sutherland Juges de lignes : Pierre Racicot Matt MacPherson |
| Rinne            | Gardiens                                                                            | Gibson              |                                                                                               | Arbitrage : Chris Rooney Kelly Sutherland Juges de lignes : Pierre Racicot Matt MacPherson |
| 4 min            | Pénalités                                                                           | 10 min              |                                                                                               | Arbitrage : Chris Rooney Kelly Sutherland Juges de lignes : Pierre Racicot Matt MacPherson |
| 34               | Tirs                                                                                | 37                  |                                                                                               | Arbitrage : Chris Rooney Kelly Sutherland Juges de lignes : Pierre Racicot Matt MacPherson |

| 20 mai | Ahaheim | 1-3 (0-0, 1-1, 0-2) | Nashville | Honda Center 17 307 spectateurs |

| Feuille de match                      | Feuille de match                              | Feuille de match | Feuille de match                                                                                              | Feuille de match                                                                |
| ------------------------------------- | --------------------------------------------- | ---------------- | --- | ------------------------------------------------------------------------------- |
|                                       | Wagner (Montour, Silfverberg) — 32 min 46 s - | 1-0 1-1 1-2 1-3  | - Wilson (Sissons, Subban) — 39 min 19 s (SN) Aberg (Forsberg, Ekholm) — 51 min 1 s Watson — 59 min 12 s (CV) | Arbitrage : Jean Hebert Dan O'Rourke Juges de lignes : Derek Amell Jonny Murray |
| Gibson (20 min) Bernier (38 min 59 s) | Gardiens                                      | Rinne            | | Arbitrage : Jean Hebert Dan O'Rourke Juges de lignes : Derek Amell Jonny Murray |
| 22 min                                | Pénalités                                     | 24 min           | | Arbitrage : Jean Hebert Dan O'Rourke Juges de lignes : Derek Amell Jonny Murray |
| 33                                    | Tirs                                          | 29               | | Arbitrage : Jean Hebert Dan O'Rourke Juges de lignes : Derek Amell Jonny Murray |

| 22 mai | Nashville | 6-3 (2-0, 0-1, 4-2) | Anaheim | Bridgestone Arena 17 352 spectateurs |

| Feuille de match | Feuille de match | Feuille de match                    | Feuille de match                                                                                                | Feuille de match                                                                     |
| ---------------- | --- | ----------------------------------- | --- | ------------------------------------------------------------------------------------ |
|                  | Watson (Weber, Irwin) — 1 min 21 s Sissons (Aberg) — 8 min 47 s - Sissons (Aberg, Forsberg) — 43 min - Sissons (Jarnkrok) — 54 min Forsberg (Fiddler) — 57 min 38 s (CV) Watson (Ellis) — 58 min 26 s (CV) | 1-0 2-0 2-1 3-1 3-2 3-3 4-3 5-3 6-3 | - Kase (Getzlaf, Vatanen) — 24 min 45 s - Wagner (Kerdiles, Vermette) — 45 min Fowler (Vatanen) — 48 min 52 s - | Arbitrage : Kevin Pollock Dan O'Halloran Juges de lignes : Brad Kovachik Shane Heyer |
| Rinne            | Gardiens | Bernier                             | | Arbitrage : Kevin Pollock Dan O'Halloran Juges de lignes : Brad Kovachik Shane Heyer |
| 8 min            | Pénalités | 29 min                              | | Arbitrage : Kevin Pollock Dan O'Halloran Juges de lignes : Brad Kovachik Shane Heyer |
| 18               | Tirs | 41                                  | | Arbitrage : Kevin Pollock Dan O'Halloran Juges de lignes : Brad Kovachik Shane Heyer |

### Finale de la Coupe Stanley
C'est la première confrontation en séries éliminatoires entre Pittsburgh et Nashville. Pittsburgh atteint la finale de la Coupe Stanley pour une deuxième saison consécutive et pour la sixième fois de son histoire. Les Penguins ont gagné la Coupe Stanley en 2016 en battant les Sharks de San José en six matchs. Nashville fait sa première apparition en finale depuis son entrée dans la Ligue nationale de hockey en 1998-1999. Les deux équipes se sont partagé les honneurs lors des deux affrontements en saison régulière, remportant chacune le duel disputé sur leur patinoire.
| 29 mai | Pittsburgh | 5-3 (3-0, 0-1, 2-2) | Nashville | PPG Paints Arena 18 618 spectateurs |

| Feuille de match | Feuille de match | Feuille de match                | Feuille de match | Feuille de match                                                                 |
| ---------------- | --- | ------------------------------- | --- | -------------------------------------------------------------------------------- |
|                  | Malkin (Daley, Crosby) — 15 min 32 s (SN) Sheary (Kunitz, Crosby) — 16 min 37 s Bonino (Dumoulin) — 19 min 43 s - Guentzel (Cullen, Schultz) — 56 min 43 s Bonino (Kunitz) — 58 min 58 s (CV) | 1-0 2-0 3-0 3-1 3-2 3-3 4-3 5-3 | - Ellis (Subban, Fisher) — 28 min 21 s (SN) Sissons (Josi, Jarnkrok) — 50 min 6 s (SN) Gaudreau (Watson, Fisher) — 53 min 29 s - | Arbitrage : Wes McCauley Brad Meier Juges de lignes : Scott Cherrey Brian Murphy |
| Murray           | Gardiens | Rinne                           | | Arbitrage : Wes McCauley Brad Meier Juges de lignes : Scott Cherrey Brian Murphy |
| 6 min            | Pénalités | 6 min                           | | Arbitrage : Wes McCauley Brad Meier Juges de lignes : Scott Cherrey Brian Murphy |
| 12               | Tirs | 26                              | | Arbitrage : Wes McCauley Brad Meier Juges de lignes : Scott Cherrey Brian Murphy |

| 31 mai | Pittsburgh | 4-1 (1-1, 0-0, 3-0) | Nashville | PPG Paints Arena 18 643 spectateurs |

| Feuille de match | Feuille de match | Feuille de match                         | Feuille de match                          | Feuille de match                                                                     |
| ---------------- | --- | ---------------------------------------- | ----------------------------------------- | ------------------------------------------------------------------------------------ |
|                  | - Guentzel (Sheary, Kunitz) — 16 min 36 s Guentzel (Rust, Hainsey) — 40 min 10 s Wilson (Kessel, Cullen) — 43 min 13 s Malkin (Kunitz, Cole) — 43 min 28 s | 0-1 1-1 2-1 3-1 4-1                      | Aberg (Arvidsson, Fisher) — 12 min 57 s - | Arbitrage : Kevin Pollock Dan O'Halloran Juges de lignes : Shane Heyer Brad Kovachik |
| Murray           | Gardiens | Rinne (43 min 28 s ) Saros (16 min 32 s) |                                           | Arbitrage : Kevin Pollock Dan O'Halloran Juges de lignes : Shane Heyer Brad Kovachik |
| 15 min           | Pénalités | 19 min                                   |                                           | Arbitrage : Kevin Pollock Dan O'Halloran Juges de lignes : Shane Heyer Brad Kovachik |
| 27               | Tirs | 38                                       |                                           | Arbitrage : Kevin Pollock Dan O'Halloran Juges de lignes : Shane Heyer Brad Kovachik |

| 3 juin | Nashville | 5-1 (0-1, 3-0, 2-0) | Pittsburgh | Bridgestone Arena 17 283 spectateurs |

| Feuille de match | Feuille de match | Feuille de match        | Feuille de match                       | Feuille de match                                                                 |
| ---------------- | --- | ----------------------- | -------------------------------------- | -------------------------------------------------------------------------------- |
|                  | - Josi (Jarnkrok, Ekholm) — 25 min 51 s (SN) Gaudreau (Watson, Josi) — 26 min 33 s Neal (Arvidsson, Josi) — 29 min 37 s Smith — 44 min 54 s Ekholm (Jarnkrok, Sissons) — 53 min 10 s (SN) | 0-1 1-1 2-1 3-1 4-1 5-1 | Guentzel (Cole, Crosby) — 2 min 46 s - | Arbitrage : Wes McCauley Brad Meier Juges de lignes : Scott Cherrey Brian Murphy |
| Rinne            | Gardiens | Murray                  |                                        | Arbitrage : Wes McCauley Brad Meier Juges de lignes : Scott Cherrey Brian Murphy |
| 34 min           | Pénalités | 44 min                  |                                        | Arbitrage : Wes McCauley Brad Meier Juges de lignes : Scott Cherrey Brian Murphy |
| 33               | Tirs | 28                      |                                        | Arbitrage : Wes McCauley Brad Meier Juges de lignes : Scott Cherrey Brian Murphy |

| 5 juin | Nashville | 4-1 (1-1, 2-0, 1-0) | Pittsburgh | Bridgestone Arena 17 260 spectateurs |

| Feuille de match | Feuille de match | Feuille de match    | Feuille de match                    | Feuille de match                                                                     |
| ---------------- | --- | ------------------- | ----------------------------------- | ------------------------------------------------------------------------------------ |
|                  | Jarnkrork (Smith, Watson) — 14 min 51 s - Gaudreau (Ellis, Zolnierczyk) — 23 min 45 s Arvidsson (Fisher, Neal) — 33 min 8 s Forsberg (Ekholm, Subban) — 56 min 37 s (CV) | 1-0 1-1 2-1 3-1 4-1 | - Crosby (Dumoulin) — 15 min 57 s - | Arbitrage : Dan O'Halloran Kevin Pollock Juges de lignes : Brad Kovachik Shane Heyer |
| Rinne            | Gardiens | Murray              |                                     | Arbitrage : Dan O'Halloran Kevin Pollock Juges de lignes : Brad Kovachik Shane Heyer |
| 8 min            | Pénalités | 6 min               |                                     | Arbitrage : Dan O'Halloran Kevin Pollock Juges de lignes : Brad Kovachik Shane Heyer |
| 26               | Tirs | 24                  |                                     | Arbitrage : Dan O'Halloran Kevin Pollock Juges de lignes : Brad Kovachik Shane Heyer |

| 8 juin | Pittsburgh | 6-0 (3-0, 3-0, 0-0) | Nashville | PPG Paints Arena 18 605 spectateurs |

| Feuille de match | Feuille de match | Feuille de match        | Feuille de match | Feuille de match                                                                 |
| ---------------- | --- | ----------------------- | ---------------- | -------------------------------------------------------------------------------- |
|                  | Schultz (Crosby, Hornqvist) — 1 min 31 s (SN) Rust (Kunitz, Daley) — 6 min 43 s Malkin (Kessel, Hainsey) — 19 min 49 s Sheary (Crosby, Guentzel) — 21 min 19 s Kessel (Maatta, Crosby) — 28 min 2 s Hainsey (Malkin, Kessel) — 36 min 40 s | 1-0 2-0 3-0 4-0 5-0 6-0 | -                | Arbitrage : Wes McCauley Brad Meier Juges de lignes : Brian Murphy Scott Cherrey |
|                  | |                         |                  | Arbitrage : Wes McCauley Brad Meier Juges de lignes : Brian Murphy Scott Cherrey |
| 42 min           | Pénalités | 58 min                  |                  | Arbitrage : Wes McCauley Brad Meier Juges de lignes : Brian Murphy Scott Cherrey |
| 24               | Tirs | 24                      |                  | Arbitrage : Wes McCauley Brad Meier Juges de lignes : Brian Murphy Scott Cherrey |

| 11 juin | Pittsburgh | 2-0 (0-0, 0-0, 2-0) | Nashville | Bridgestone Arena 17 271 spectateurs |

| Feuille de match | Feuille de match                                                                | Feuille de match | Feuille de match | Feuille de match                                                                     |
| ---------------- | ------------------------------------------------------------------------------- | ---------------- | ---------------- | ------------------------------------------------------------------------------------ |
|                  | Hornqvist (Schultz, Kunitz) — 58 min 25 s Hagelin (Dumoulin) — 59 min 46 s (CV) | 1-0 2-0          | -                | Arbitrage : Dan O'Halloran Kevin Pollock Juges de lignes : Shane Heyer Brad Kovachik |
| Murray           | Gardiens                                                                        | Rinne            |                  | Arbitrage : Dan O'Halloran Kevin Pollock Juges de lignes : Shane Heyer Brad Kovachik |
| 8 min            | Pénalités                                                                       | 0 min            |                  | Arbitrage : Dan O'Halloran Kevin Pollock Juges de lignes : Shane Heyer Brad Kovachik |
| 29               | Tirs                                                                            | 27               |                  | Arbitrage : Dan O'Halloran Kevin Pollock Juges de lignes : Shane Heyer Brad Kovachik |

## Effectif champion

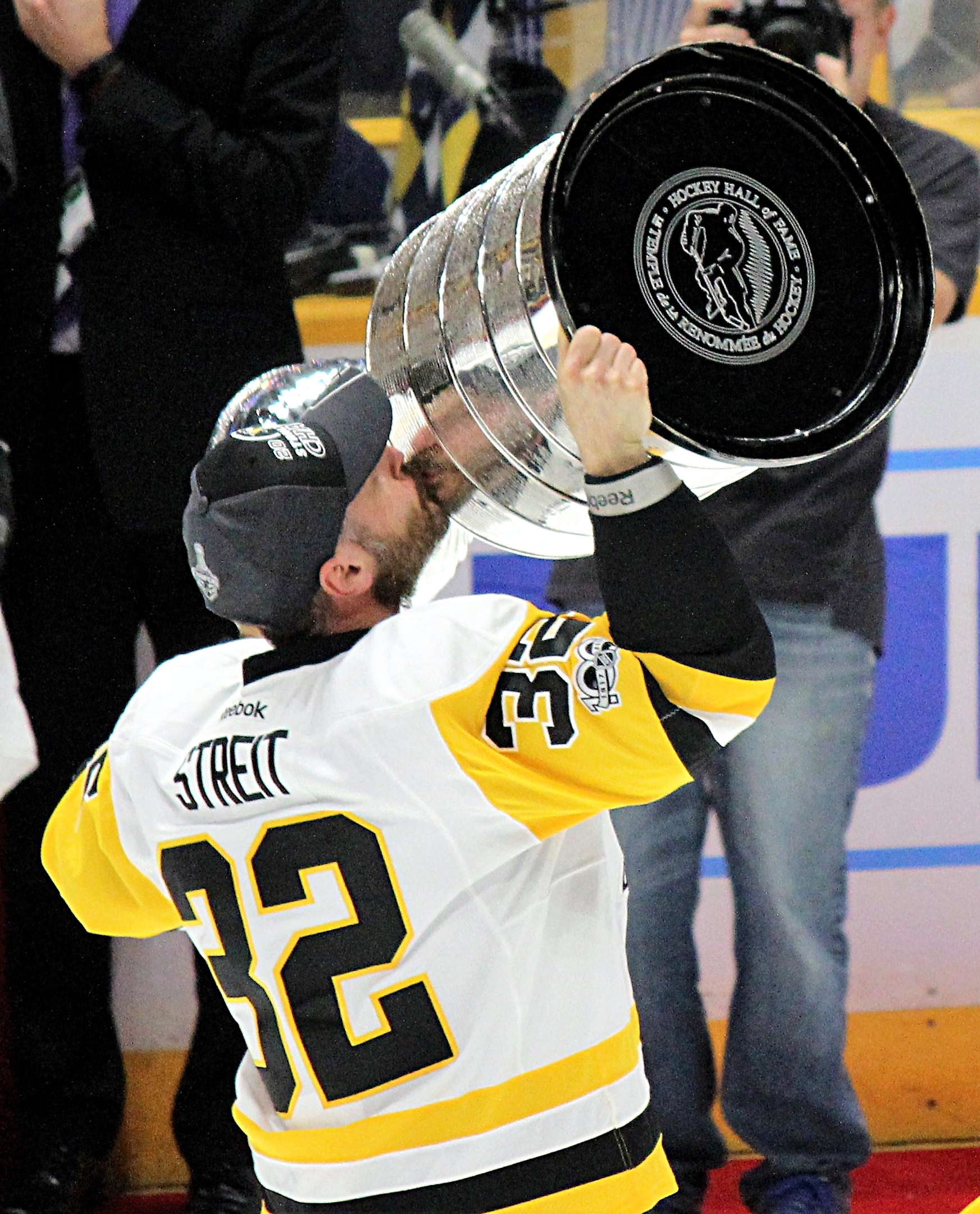
Mark Streit embrasse la Coupe Stanley

La liste ci-dessous présente l'ensemble des personnalités ayant le droit de faire partie de l'effectif officiel champion de la Coupe Stanley. Pour être listés parmi les vainqueurs de la coupe et avoir leur nom gravé sur celle-ci, les joueurs doivent avoir participé, avec l'équipe gagnante, au minimum à 41 des rencontres de la saison régulière ou une rencontre de la finale des séries éliminatoires. De plus, depuis 1994, des joueurs de la franchise n'ayant pas atteint ces critères peuvent également voir leur nom sur la Coupe sur demande spéciale de la franchise. C'est le cas de Mark Streit qui a joué 19 matchs de saison régulière et participé aux séries sans jouer la finale. En plus des joueurs, des membres de la franchise ont également leur nom sur la Coupe. Au total, 52 membres de l'équipe ont leur nom gravé sur la Coupe Stanley :
- Joueurs : Sidney Crosby, Josh Archibald, Nick Bonino, Ian Cole, Matt Cullen, Trevor Daley, Brian Dumoulin, Marc-André Fleury, Jake Guentzel, Carl Hagelin, Ron Hainsey, Patric Hörnqvist, Philip Kessel, Tom Kühnhackl, Chris Kunitz, Kristopher Letang, Olli Määttä, Ievgueni Malkine, Matthew Murray, Carter Rowney, Bryan Rust, Justin Schultz, Conor Sheary, Mark Streit, Scott Wilson.

- Membres de l'organisation : Mario Lemieux, Ron Burkle, William Kassling, David Morehouse, Travis Williams, James Rutherford, Jason Botterill, William Guerin, Jason Karmands, Mark Recchi, Mike Sullivan, Richard Tocchet, Jacques Martin, Mike Bales, Andy Saucier, Sergueï Gontchar, Dharmesh Vyas, Chris Stewart, Curtis Bell, Patrick Steidle, Andy O'Brien, Dana Heinze, JC Ihrig, John Taglianetti, Jim Britt, Randy Sexton, Dereck Clancey.

## Statistiques

### Meilleurs pointeurs
| Joueur            | Équipe     | PJ | B  | A  | Pts | +/- | Pun |
| ----------------- | ---------- | -- | -- | -- | --- | --- | --- |
| Ievgueni Malkine  | Pittsburgh | 25 | 10 | 18 | 28  | +9  | 53  |
| Sidney Crosby     | Pittsburgh | 24 | 8  | 19 | 27  | +4  | 10  |
| Phil Kessel       | Pittsburgh | 25 | 8  | 15 | 23  | +12 | 2   |
| Jake Guentzel     | Pittsburgh | 25 | 13 | 8  | 21  | +1  | 10  |
| Ryan Getzlaf      | Anaheim    | 17 | 8  | 11 | 19  | +7  | 8   |
| Erik Karlsson     | Ottawa     | 19 | 2  | 16 | 18  | +13 | 10  |
| Filip Forsberg    | Nashville  | 22 | 9  | 7  | 16  | +14 | 14  |
| Leon Draisaitl    | Edmonton   | 13 | 6  | 10 | 16  | +8  | 19  |
| Bobby Ryan        | Ottawa     | 19 | 6  | 9  | 15  | +1  | 14  |
| Jakob Silfverberg | Anaheim    | 17 | 9  | 5  | 14  | -4  | 6   |

### Meilleurs gardiens
| Joueur       | Équipe      | PJ | V  | D | L   | BC | %Arr | Moy  | BL | Min      |
| ------------ | ----------- | -- | -- | - | --- | -- | ---- | ---- | -- | -------- |
| Matt Murray  | Pittsburgh  | 11 | 7  | 3 | 284 | 19 | 93,7 | 1,7  | 3  | 668 min  |
| Martin Jones | San José    | 6  | 2  | 4 | 157 | 11 | 93,5 | 1,75 | 1  | 377 min  |
| Jake Allen   | Saint-Louis | 11 | 6  | 5 | 314 | 22 | 93,5 | 1,96 | 0  | 674 min  |
| Carey Price  | Montréal    | 6  | 2  | 4 | 167 | 12 | 93,3 | 1,86 | 0  | 387 min  |
| Pekka Rinne  | Nashville   | 22 | 14 | 8 | 557 | 42 | 93,0 | 1,96 | 2  | 1288 min |